# CarPostal
CarPostal Suisse SA (en allemand : PostAuto Schweiz AG, en italien : AutoPostale Svizzera SA, en romanche : AutoDaPosta Svizra SA et en anglais : PostBus Switzerland Ltd), plus connue en français sous le nom CarPostal, est une entreprise de transport en commun filiale de La Poste suisse.
La compagnie exploite près de 900 lignes de bus et d'autocars à travers la Suisse dont une trentaine de réseaux urbains. Historiquement liée aux PTT puis à La Poste suisse, dont elle formait une division, elle est depuis 2006 une entreprise juridiquement distincte bien qu'appartenant toujours à la Poste. CarPostal est la plus importante compagnie de transport en commun routier de Suisse avec plus de 800 lignes régulières dans tout le pays, sauf dans les cantons de Bâle-Ville et de Genève.

## Historique

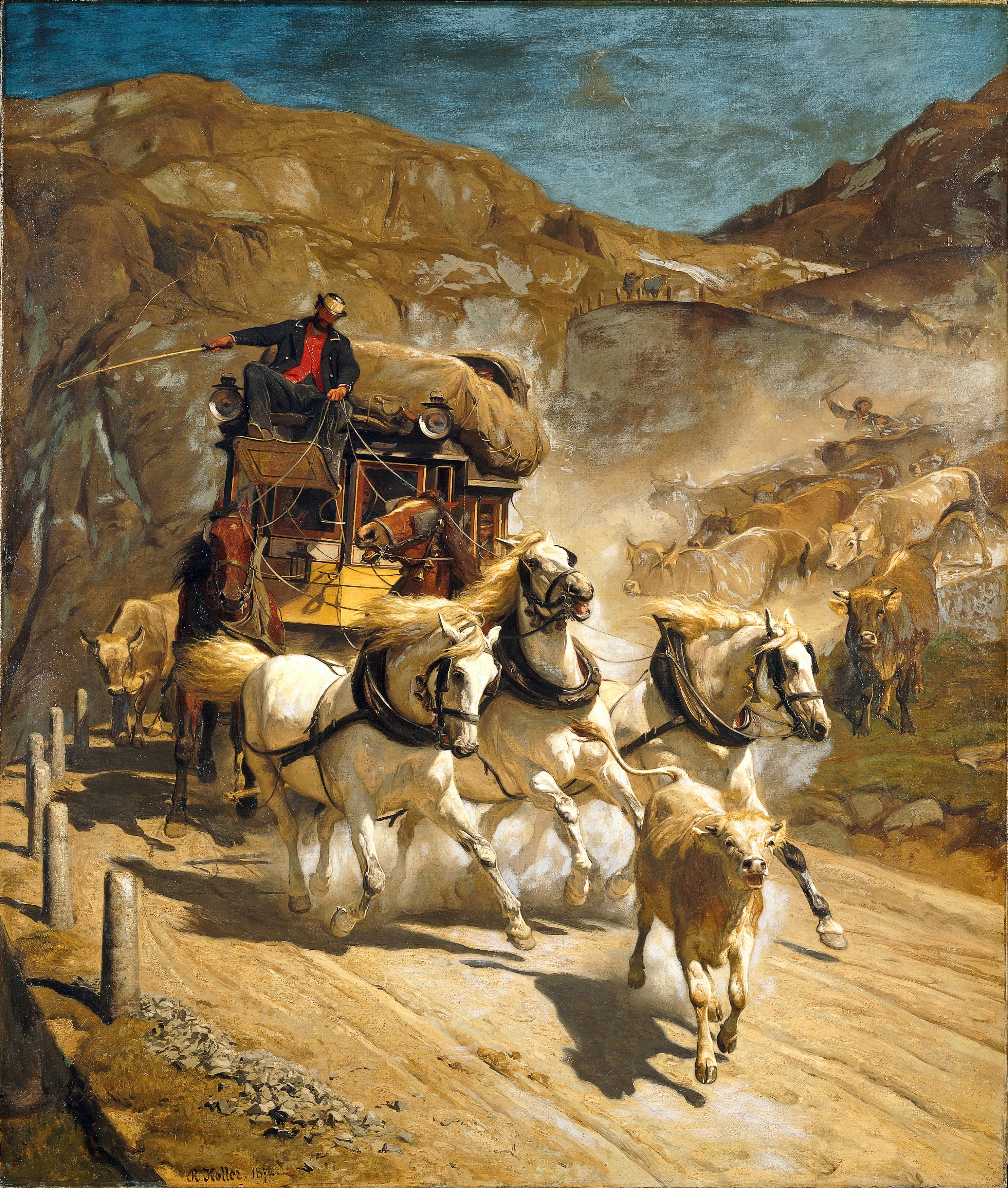
Die Gotthardpost (1874) de Rudolf Koller.

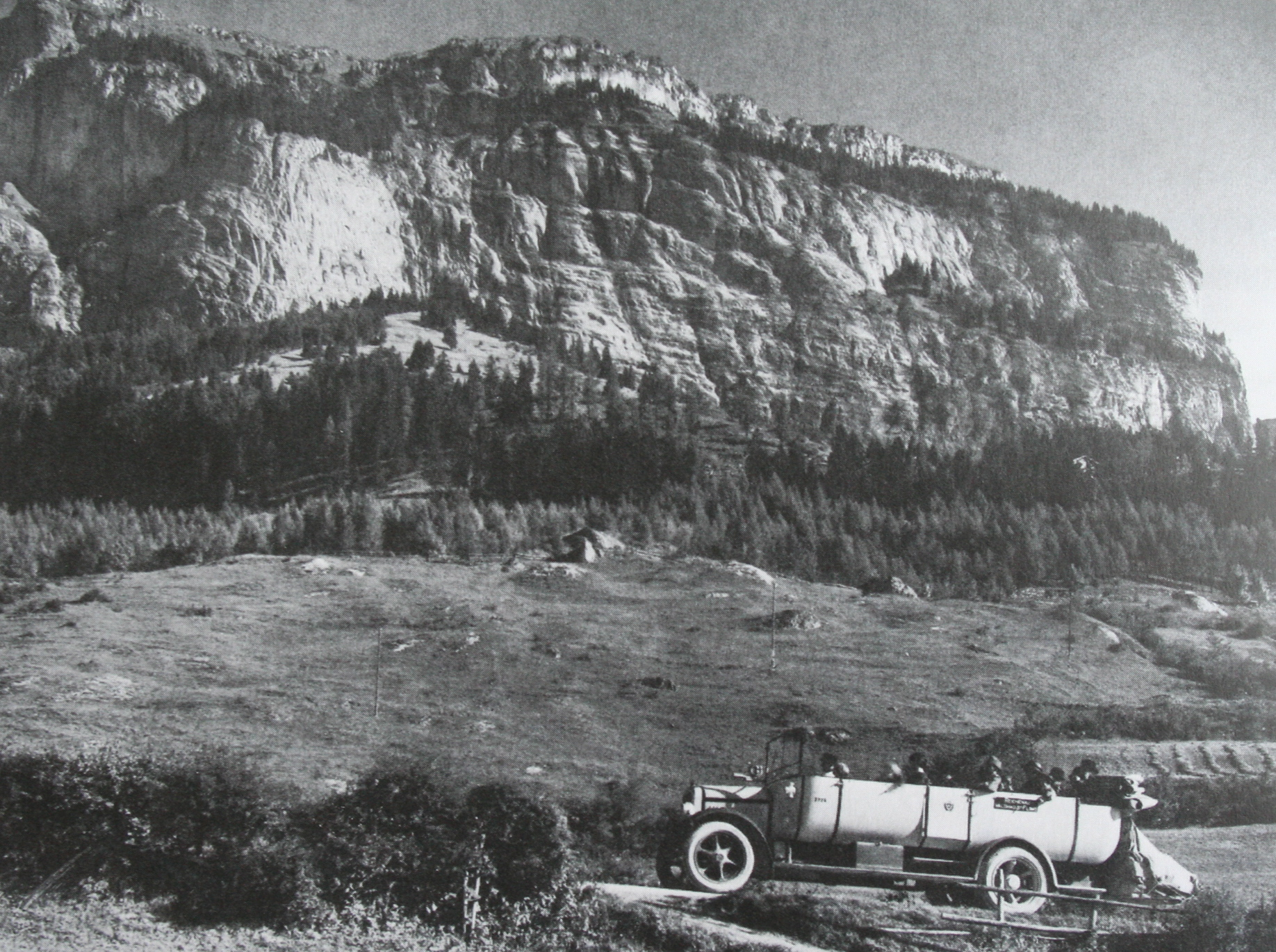
Un car postal à Flims en 1920.

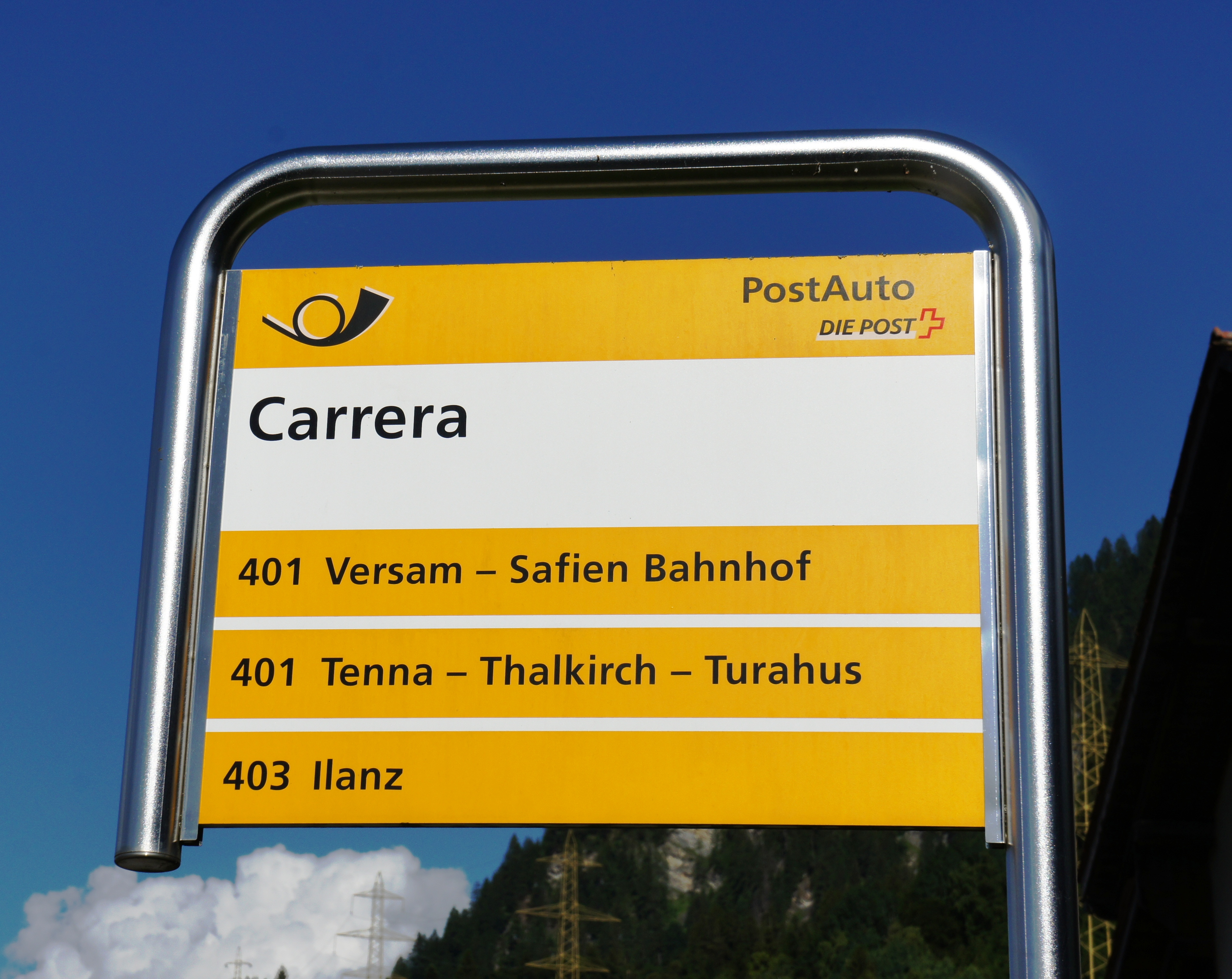
Poteau d'arrêt de bus à Valendas dans le canton des Grisons.

L'histoire du transport routier de voyageurs par la poste fédérale, nouvellement créé en 1849, débute avec la reprise des diligences postales cantonales. La première ligne automobile ouvre en 1906 entre Berne et Detligen,. La ligne était exploitée avec des diligences équipées de moteurs, qui furent retirées en raison d'un nombre élevé de pannes, les chevaux étant réutilisés jusqu'en 1930.
En 1919, l'ouverture de la ligne postale du Simplon puis en 1921 de la naissance de la Poste Alpine avec l'ouverture au trafic postal des cols du Grimsel, de la Furka, du San Bernardino et de l'Oberalp permettent le développement de la compagnie. En 1919 quarante camions militaires sont transformés en cars postaux, le service des voyageurs dispose désormais de 104 véhicules et les diligences commencent inexorablement à disparaître. Le célèbre klaxon à trois temps fait son apparition en 1923. L'année suivante, la flotte est constituée de 169 autocars. En 1927, le réseau est constitué de 39 lignes de montagne et en 1932, la compagnie se dote de ses premiers autocars à motorisation Diesel puis deux ans plus tard de ses premières remorques de transport de voyageurs. La Seconde Guerre mondiale provoque la suspension des lignes alpines en 1942 ; en 1949 la compagnie reprend les lignes concédées du Liechtenstein.
La compagnie se lance dans le transport de groupe et les services spéciaux en 1954 puis dans les services scolaires en 1957,. L'année 1959 est marquée par l'unification de la livrée des véhicules des entrepreneurs de cars postaux avec une livrée ocre jaune. La dernière diligence est retirée du service en 1961, la dernière course fut effectuée sur la ligne Avers-Juf. Les années soixante voient l'arrivée de la première gare routière dédiée à la gare de Berne en 1965 puis les premiers bus articulés en 1969. La première femme conductrice est embauchée en 1970 et l'année suivante, la livrée jaune ocre laisse place à la livrée jaune à bande rouge, globalement inchangée depuis.
En 1971, Claire Buner-Schiess est la première femme à obtenir le permis pour conduire des cars postaux après une année de pratique et des examens. Elle office pour commencer sur la ligne reliant Jonschwil à Niederbüren en passant par Uzwil dans le canton de Saint-Gall. Son mari, également chauffeur, effectue le même parcours. Dans les années 2020, les femmes représentent 10 % du personnel de conduite,. 
Les années nonante voient les cars postaux se réorganiser avec notamment la création des seize centres régionaux en 1995 en prévision de la nouvelle loi sur les chemins de fer de 1996, qui transfère aux cantons l'organisation des transports en commun régionaux et par conséquent l'ouverture à la concurrence. Un second changement structurel important intervient en 1998 avec l'éclatement des PTT, les cars postaux devenant une composante de La Poste, mais restent rattachés à la direction d'arrondissement postal.
L'année 2000 voit de profonds changements sur l'organisation des lignes au Liechtenstein, jusqu'à présent concédées : la Liechtenstein Bus Anstalt (LBA) reprend la gestion des lignes et en confie la gestion par appel d'offres aux cars postaux. En 2003, pour la première fois, la société transporte plus de 100 millions de passagers.
En 2004, La Poste sépare son activité transport au sein d'une société anonyme qui prend effet le 1er juillet 2006, : CarPostal Suisse SA. CarPostal crée CarPostal France afin de gérer des réseaux urbains en France, à commencer par celui de Dole en 2004 puis plusieurs autres réseaux ainsi que des lignes interurbaines dans les années qui suivent. CarPostal fête son centième anniversaire en 2006.
En 2010, la compagnie met en service ses premiers véhicules hybrides, ainsi que ses premiers vélos en libre-service à Sion. en 2011, c'est au tour des premiers bus à hydrogène. En 2012, CarPostal rachète Vélopass via l'intermédiaire de sa filiale PubliBike. En 2013, ce sont les premiers bus électriques à batterie qui font leur apparition.
La carte SwissPass est déployée sur le réseau en 2015 et l'année suivante à Sion, des navettes autonomes Navya sont mises en service.
En décembre 2021, les lignes PostAuto Liechtenstein sont reprises par l'exploitant BOS PS Anstalt, marquant ainsi la fin des activités de CarPostal dans la principauté.

## La société

### Présentation

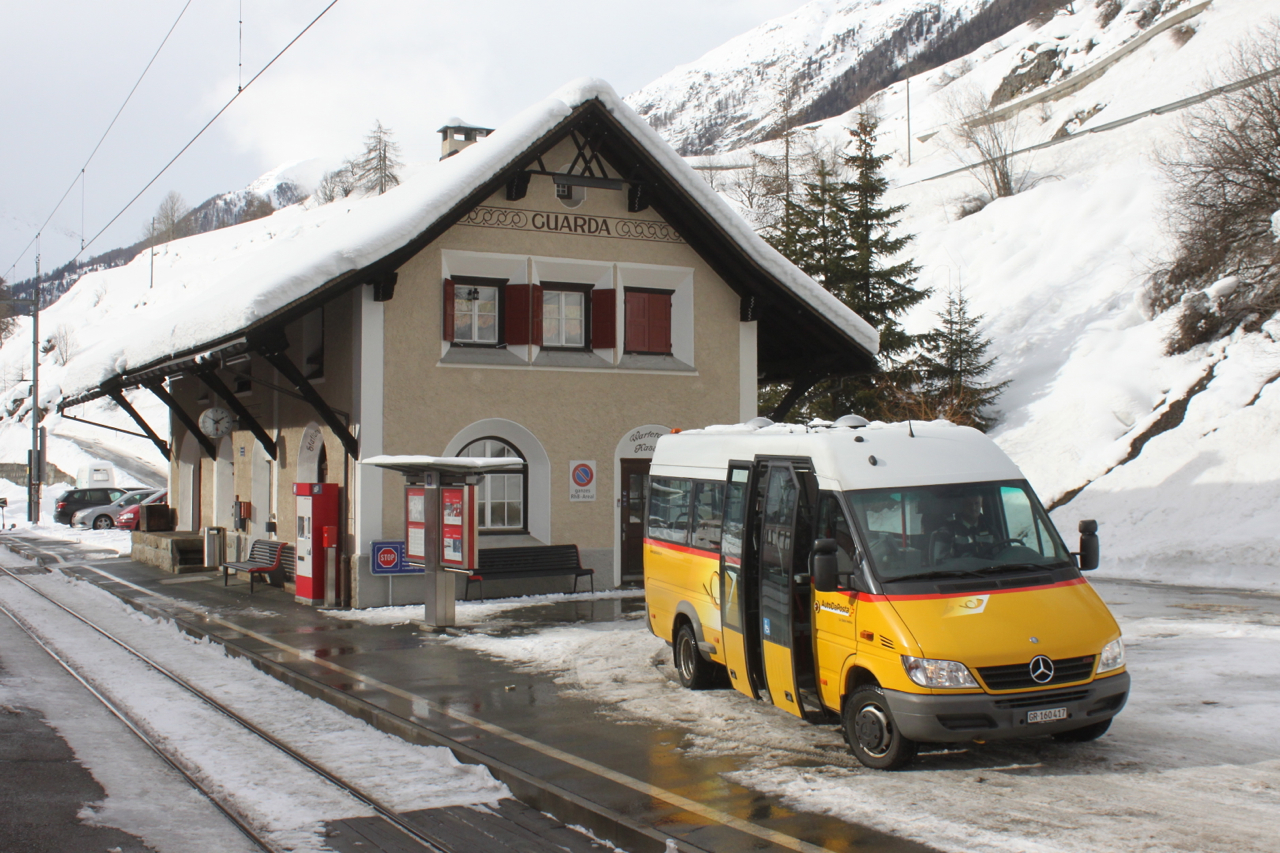
Un Mercedes-Benz Sprinter à la gare de Guarda en Engadine, illustration de la complémentarité entre trains et cars postaux.

Au début du XXIe siècle, CarPostal Suisse est une entreprise de transport disposant de 2 193 véhicules pour desservir 11 869 km et transporter 141 millions de passagers en 2014. Les cars postaux suisses accomplissent tous les jours l'équivalent de 7,5 fois le tour de la Terre.
Pour 2014, la société a réalisé un chiffre d'affaires de 725 millions de francs suisses.
Les cars postaux ont parcouru 110,2 millions de kilomètres en 2014. Il s'agit d'une augmentation de 2,2 % par rapport à 2013, soit 2,4 millions de kilomètres supplémentaires. En 2014, la compagnie annonce un nombre record de 140,6 millions de passagers transportés, en hausse de 1,2 %. Le nombre de lignes exploitées est de 869.
Selon l'historien des transports Gérard Duc, les cars postaux sont l'un des rares services nationalisés par la Constitution de 1848 à être resté un service national.
Le 1er avril 2019, à la suite d'une décision du Parlement prise en 2015, la branche des transports publics a créé une base de données des voyageurs sans titre de transports valables. L'exploitation de la base de données a été confiée à CarPostal, en partenariat avec l'Alliance SwissPass.

### Identité visuelle
Depuis 2002, le nom de l'entreprise est graphié en CarPostal au lieu de Car postal. 
En 2023, La Poste modernise et simplifie son logo à l'occasion de son 175e anniversaire,,. La nouvelle identité visuelle, composée d'une croix rouge stylisée et de l'initiale « P » en noir sur un fond jaune, est également partagée avec CarPostal.

Logo de 2011 à 2023 (version en français).
Logo depuis 2023.

## Le réseau

### Lignes régulières

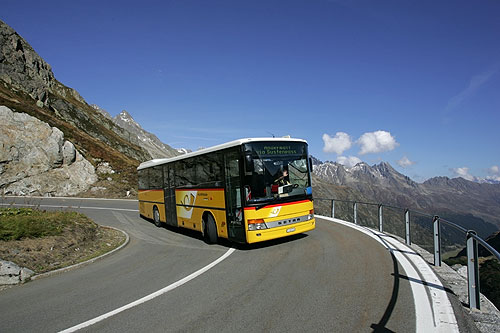
Un autocar Setra au col du Susten.

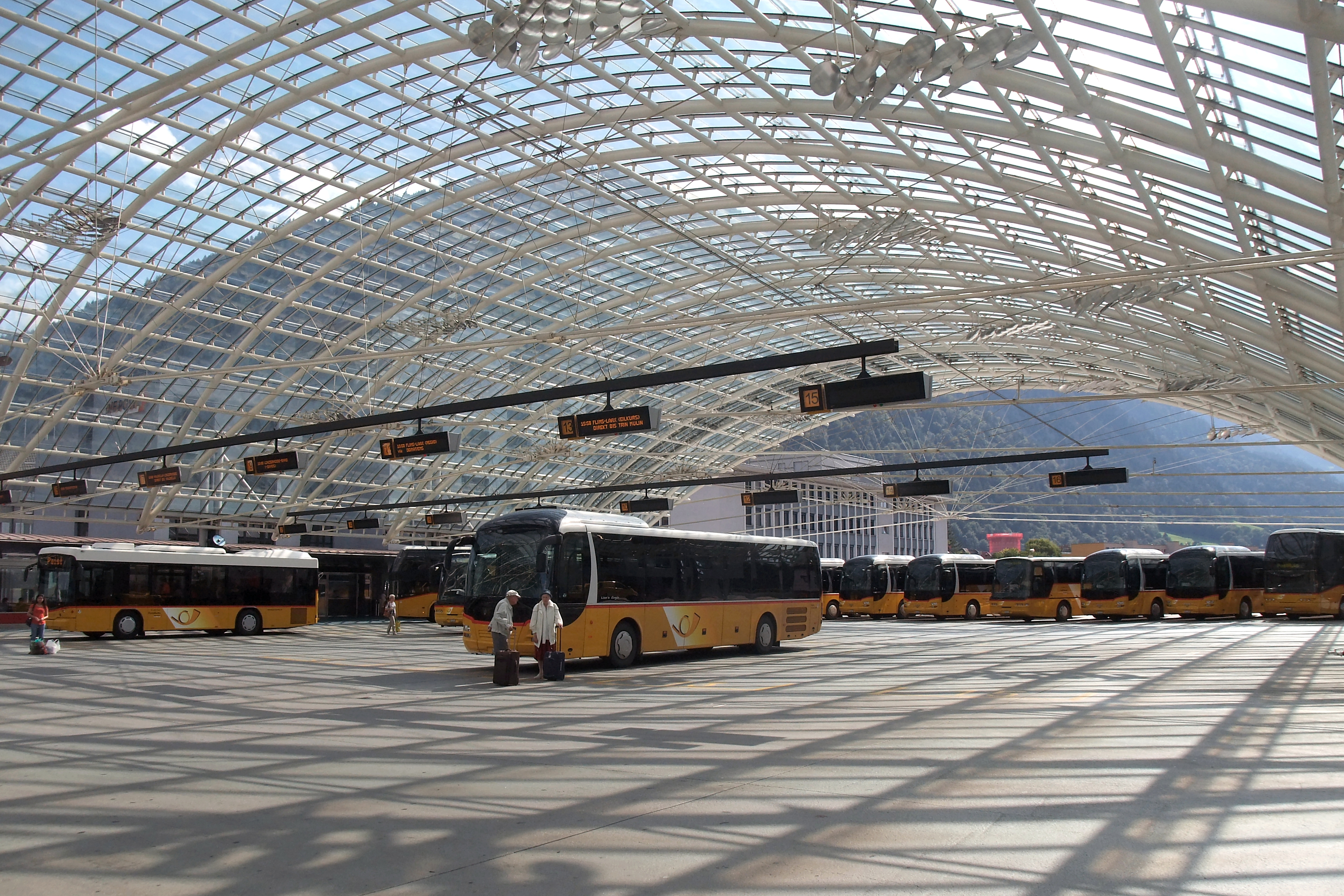
La gare routière de Coire.

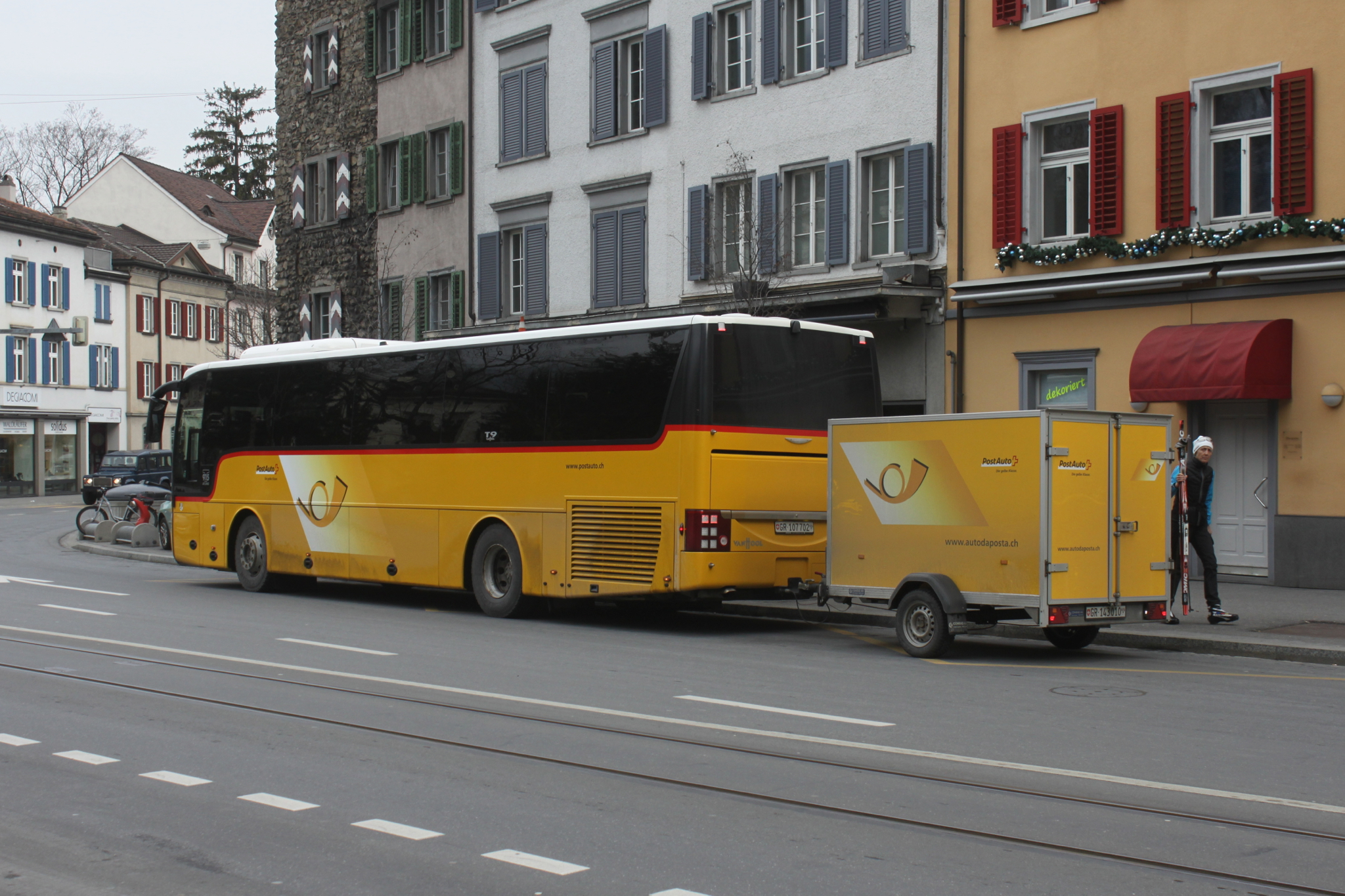
Un Van Hool T915 tractant une remorque de transport de courrier.

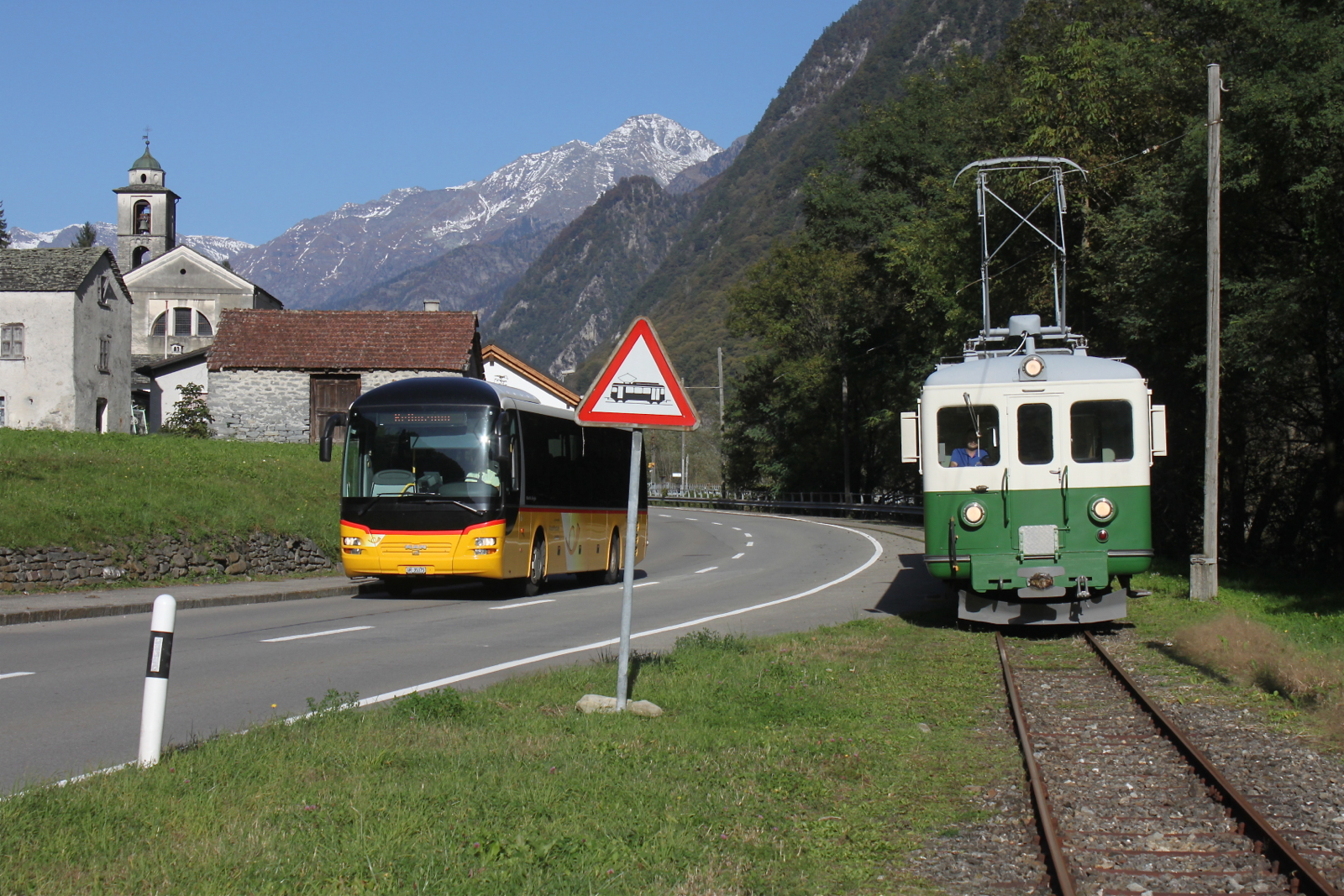
Car postal et train à Leggia.

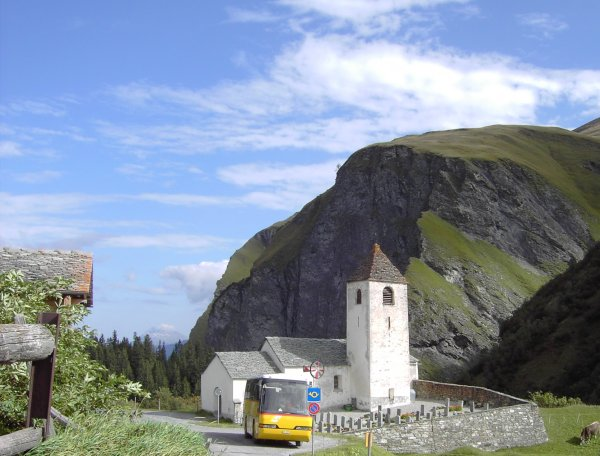
Un car postal Neoplan à Safien.

Le réseau régulier et ses près de 900 lignes est organisé en 2018 en treize régions géographiques :
- Berne ;
- Oberland bernois ;
- Fribourg ;
- Bassin lémanique / Vaud ;
- Grisons ;
- Neuchâtel / Jura / Jura bernois ;
- Suisse nord-occidentale ;
- Suisse orientale ;
- Soleure / Argovie ;
- Tessin ;
- Valais ;
- Suisse centrale ;
- Zurich.

Les cantons de Bâle-Ville et de Genève sont les seuls à ne pas être desservis par le réseau CarPostal.

### Réseaux urbains

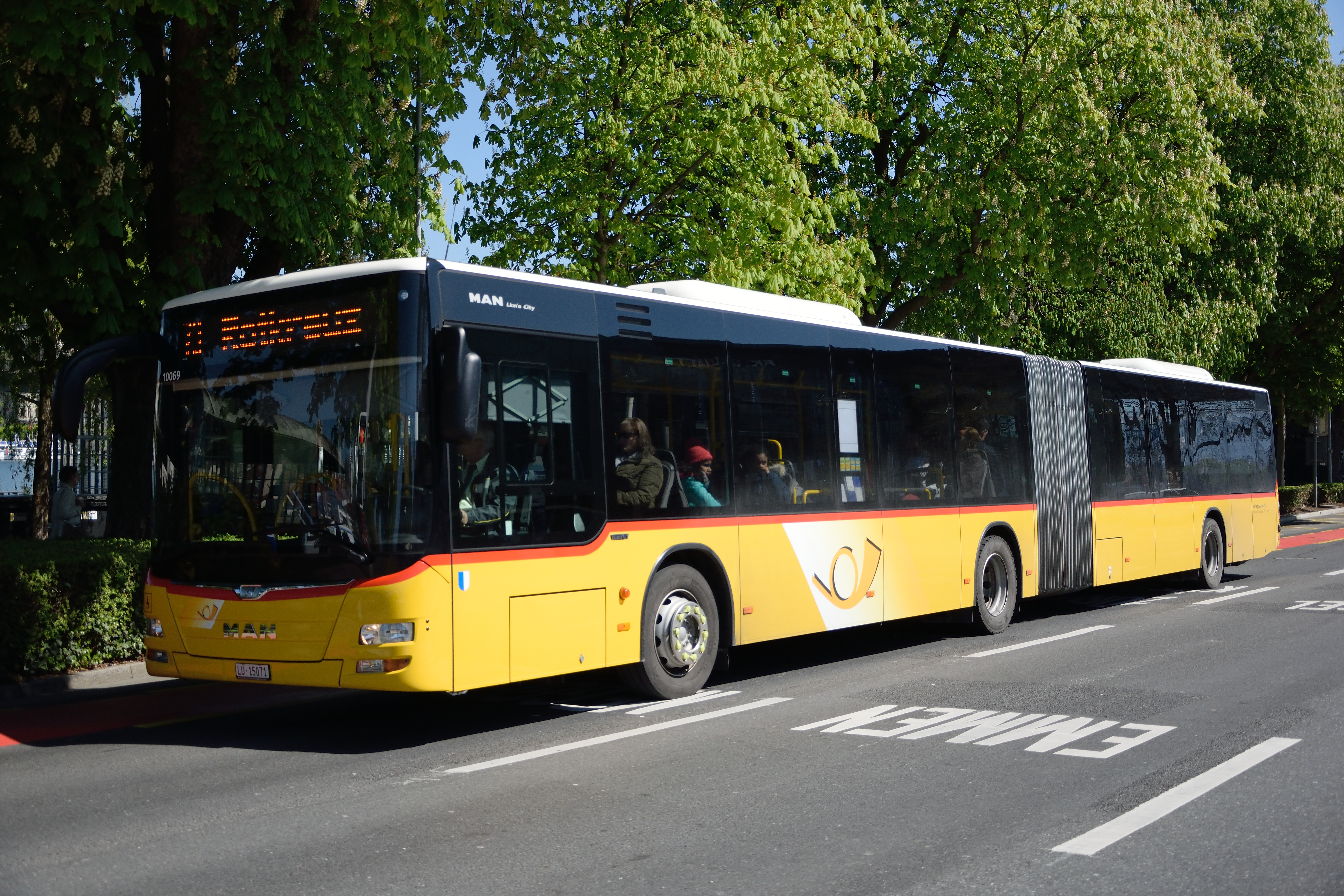
Un MAN Lion's City G à la gare de Lucerne.

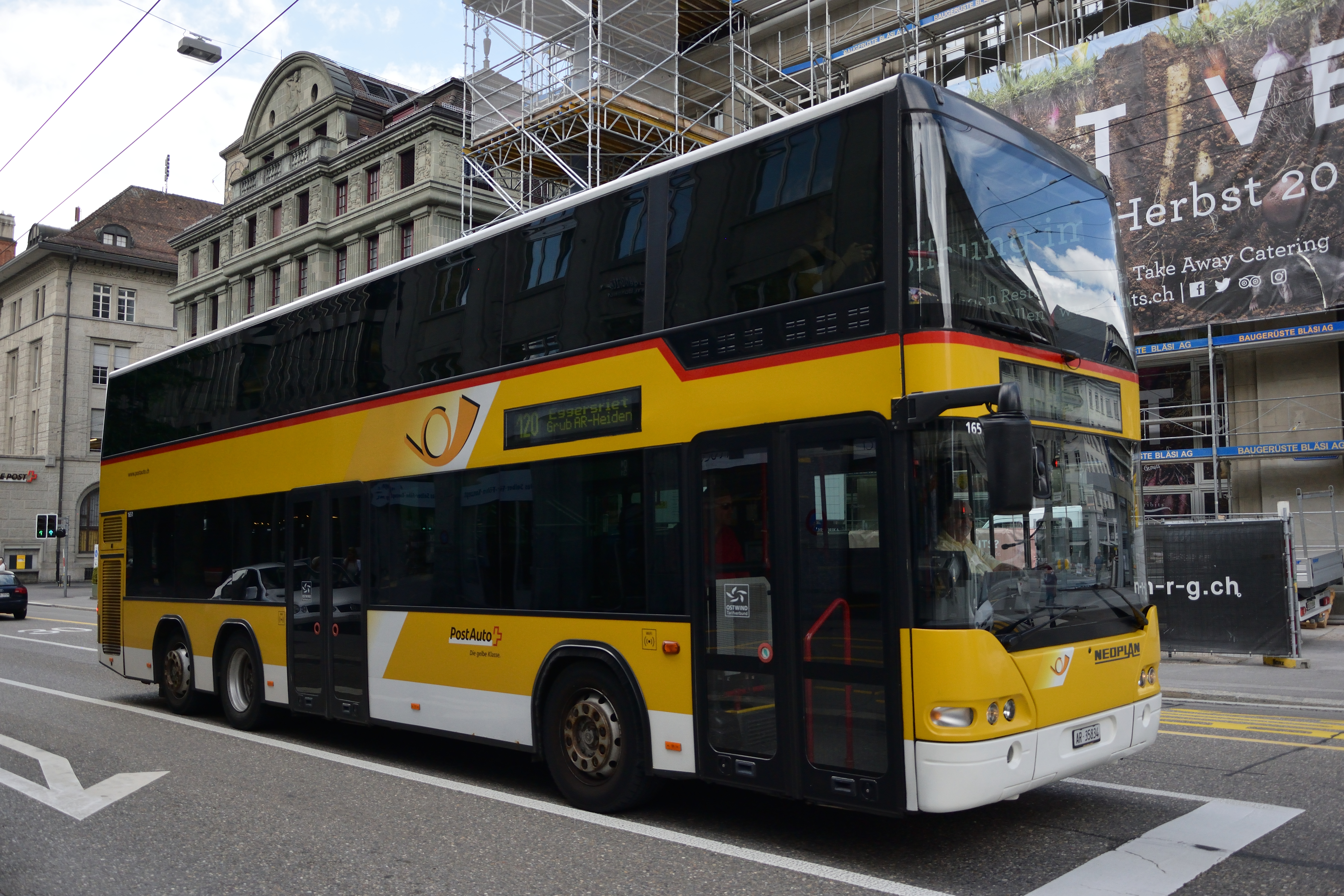
Autobus à impériale Neoplan N4426 à Saint-Gall.

CarPostal exploite une trentaine de réseaux urbains à travers le pays, essentiellement dans des petites et moyennes villes.
- Autobus local de Bussigny (Bussigny) ;
- Ortsbus Brig-Glis (région de Brigue-Glis) ;
- Ortsbus Zufikon (Zufikon) ;
- Bus urbain Monthey–Collombey-Muraz (région de Monthey) ;
- Zurzibus (Bad Zurzach) ;
- Green Bus Rolle (Rolle) ;
- Ortsbus Einsiedeln (Einsiedeln) ;
- Seedamm-Center-Ligne (Pfäffikon (Schwytz)) ;
- Transport urbain de Gland (Gland) ;
- Réseau Glaris-Netstal (Glaris Centre) ;
- Stadtbus Frauenfeld (Frauenfeld) ;
- Ortsbus Uzwil (Uzwil) ;
- Ortsbus Flawil (Flawil) ;
- Trasporto pubblico del Bellinzonese (Bellinzone) ;
- Ortsbus Bad Ragaz (Bad Ragaz) ;
- Ortsbus Klosters-Serneus (Klosters-Serneus) ;
- Ortsbus Münsingen (Münsingen) ;
- Réseau de la Broye (Canton de Fribourg) ;
- Ligne de l'Entre-Deux-Lacs (Le Landeron) ;
- Aventibus (Avenches) ;
- Transports urbains de Moutier (Moutier) ;
- Ligne La Valsainte–Cerniat–Charmey (canton de Fribourg) ;
- Ligne du Val-de-Ruz (canton de Neuchâtel) ;
- Ortsbus Oensingen (Oensingen) ;
- Ortsbus Interlaken (Interlaken) ;
- Réseau de la Haute-Sorne (canton du Jura) ;
- Transports urbains delémontains et lignes régionales (Delémont) ;
- Transports urbains Les Brenets (Les Brenets) ;
- Transports urbains bruntrutains (Porrentruy) ;
- Ortsbus Däniken (Däniken) ;
- Lignes de Rheinfelden ;
- Co-exploitant de Ortsbus Wohlen (Wohlen) ;
- Ortsbus Visp (Viège) ;
- Bus sédunois (Sion).

### PubliCar

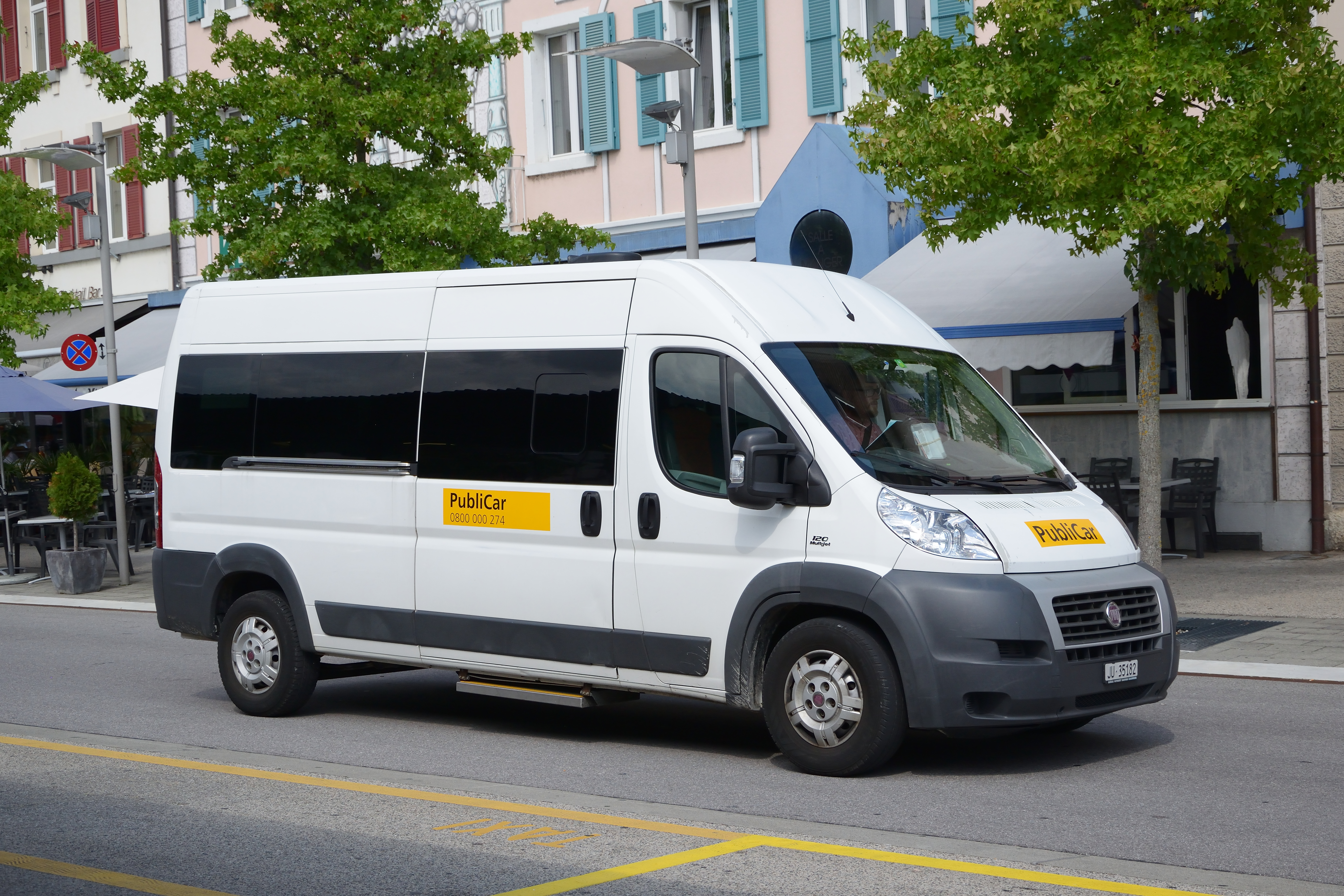
Minibus PubliCar à Delémont.

Le PubliCar est un réseau de transport à la demande lancé en 1997 pour la première fois en Ajoie, après des expérimentations à Oron et à Frauenfeld en 1995, pour les zones à faible densité de population (moins de 100 habitants par km2),. Le service fonctionne en heures creuses ainsi que les week-ends quand l'exploitation de lignes régulières ne se justifie pas afin de ne pas faire rouler des véhicules à vide.
L'offre est réduite faute de fréquentation en septembre 2011, essentiellement en Ajoie et dans le canton de Vaud.
Le service fonctionne en porte à porte, le minibus prend en charge et dépose les voyageurs à l'endroit qu'il a indiqué préalablement. en 2018, il existe dans les régions suivantes :
- La courtine de Bellelay, le dimanche ;
- Delémont ;
- ligne nocturne Brigue-Glis–Blatten-Belalp ;
- Simplon Sud ;
- Niederhasli, sous la forme d'un taxi ;
- service estival à Zwischbergen ;
- Appenzell ;
- Oberegg-Reute ;
- Val Poschiavo ;
- Yverdon-les-Bains ;
- Échallens ;
- Grandson ;
- Orbe ;
- Oron ;
- Thierrens.

### PubliBike
PubliBike est une filiale de CarPostal chargée de l'exploitation de réseaux de vélos en libre-service à travers la Suisse.

### PubliRide
PubliRide est un service de covoiturage lancé en partenariat avec le service de covoiturage Flinc.

## Matériel roulant

### État du parc

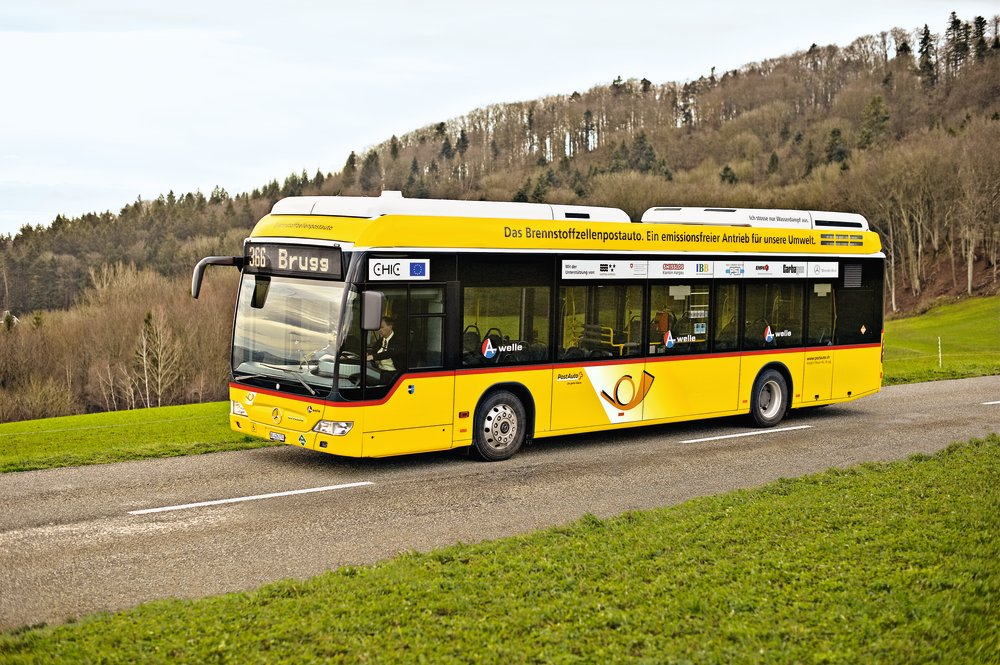
Mercedes-Benz Citaro à hydrogène.

Au 31 décembre 2015, le parc comprenait 2 238 véhicules (minibus, autobus, autocars), dont la répartition par constructeur est la suivante :
- 780 Mercedes-Benz ;
- 462 MAN ;
- 240 Setra ;
- 173 Volvo ;
- 167 Irisbus/Iveco ;
- 109 Solaris ;
- 74 Renault ;
- 69 Neoplan ;
- 64 Hess ;
- 23 Diverse ;
- 22 Van Hool ;
- 15 Cacciamali ;
- 14 TEMSA ;
- 11 Fiat ;
- 9 UNVI ;
- 6 Beulas.

Jusqu'en 2003, les véhicules disposaient de plaques d'immatriculation fédérales commençant par la lettre "P" (pour PTT), sauf pour ceux appartenant aux sous-traitants. Depuis, tous les bus possèdent des plaques cantonales classiques.

### Livrée des véhicules
La livrée des véhicules est constituée d'une livrée jaune dite « jaune poste », accompagnée d'une bande rouge sous les vitres et du cor postal peint en noir, la partie située au-dessus des vitres et le toit sont peintes en blanc. À l'origine, les véhicules étaient couleur paille, puis prennent diverses nuances de jaune, et même d'ocre, avant d'arriver à la nuance actuelle.
La galerie ci-dessous montre la diversité des véhicules et plusieurs variantes de livrée (dégradé, taille du cor postal, etc.).

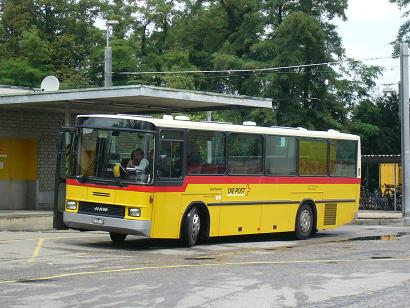
NAW BH4-550-24.
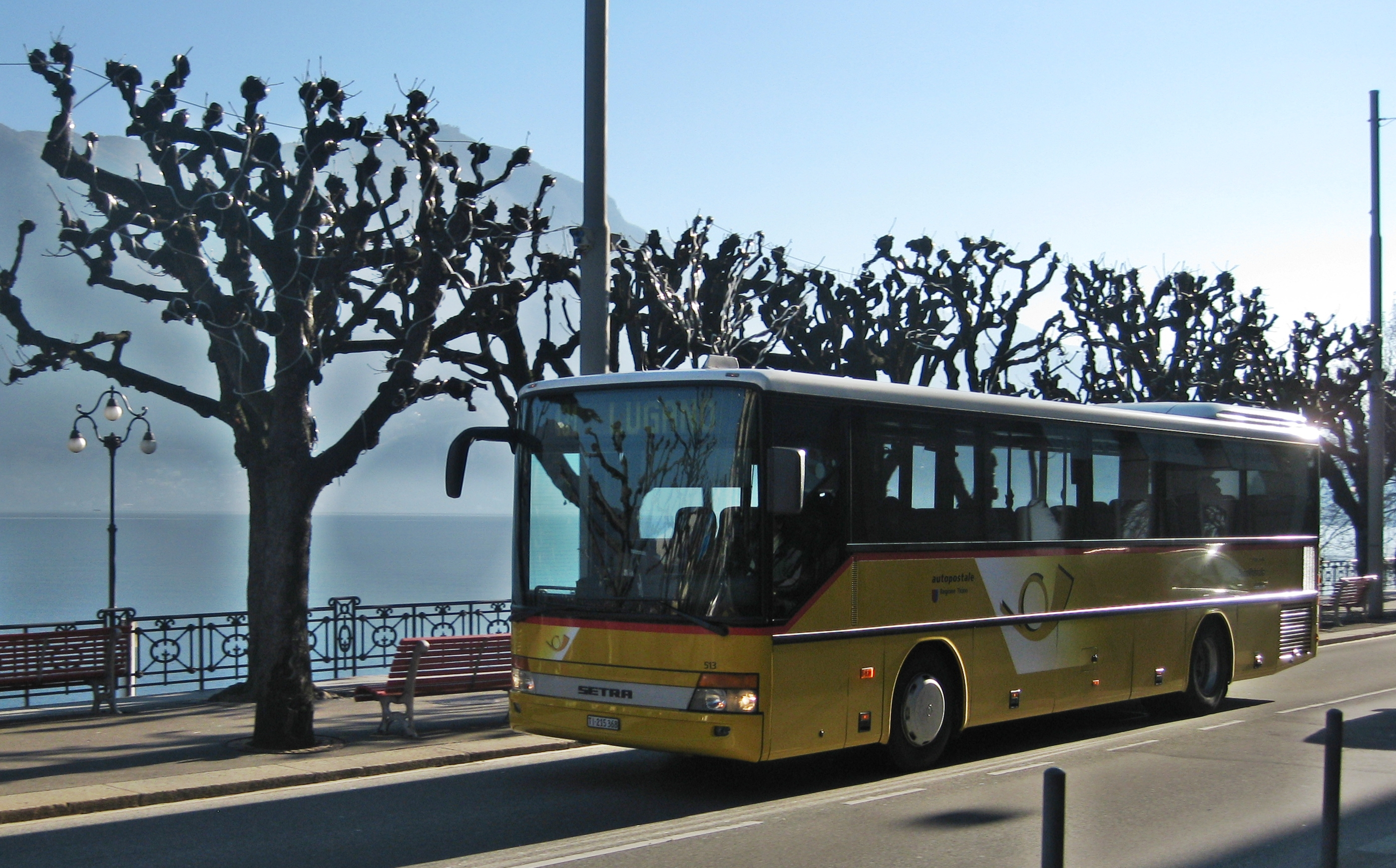
Setra S 315 UL.
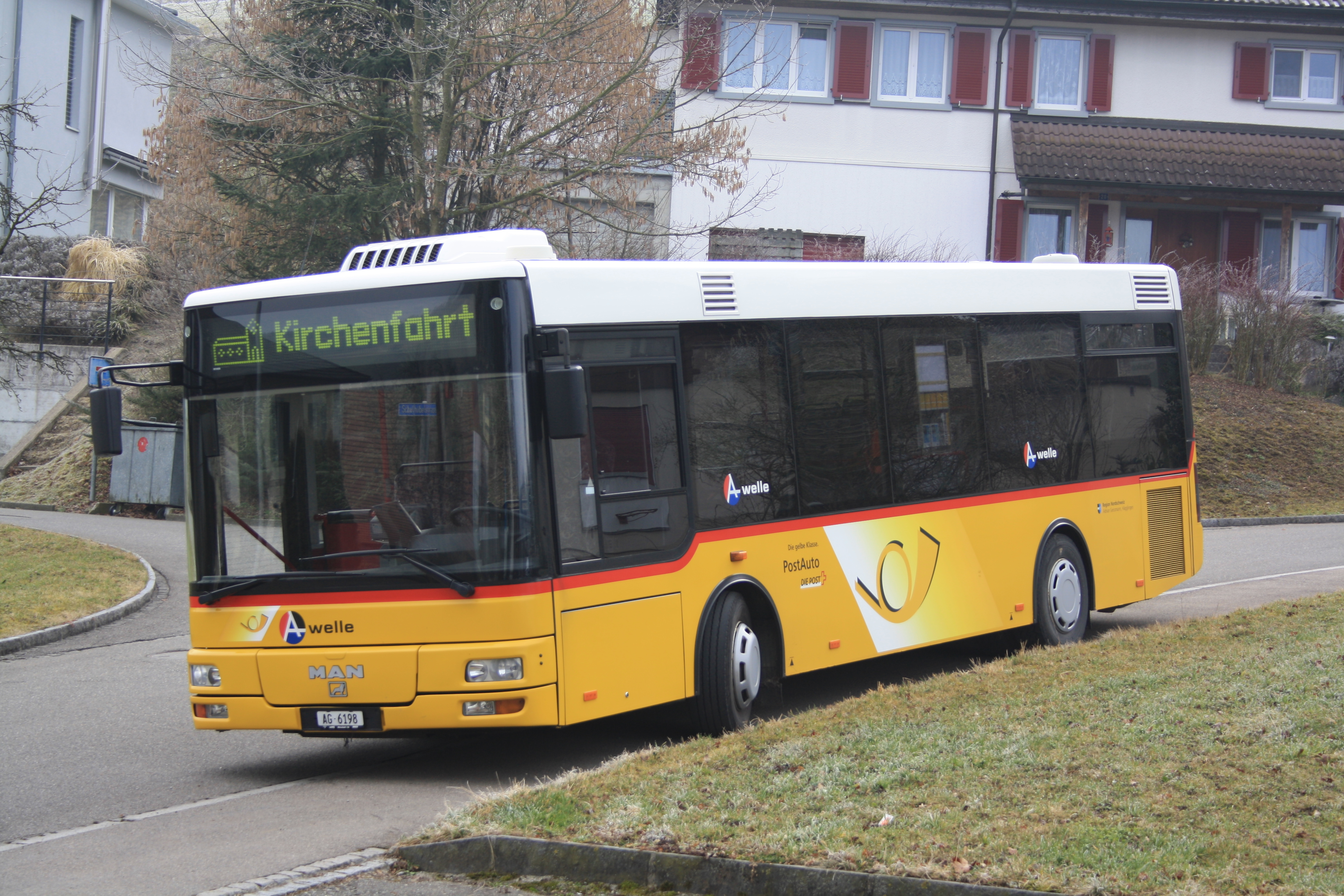
MAN SE.
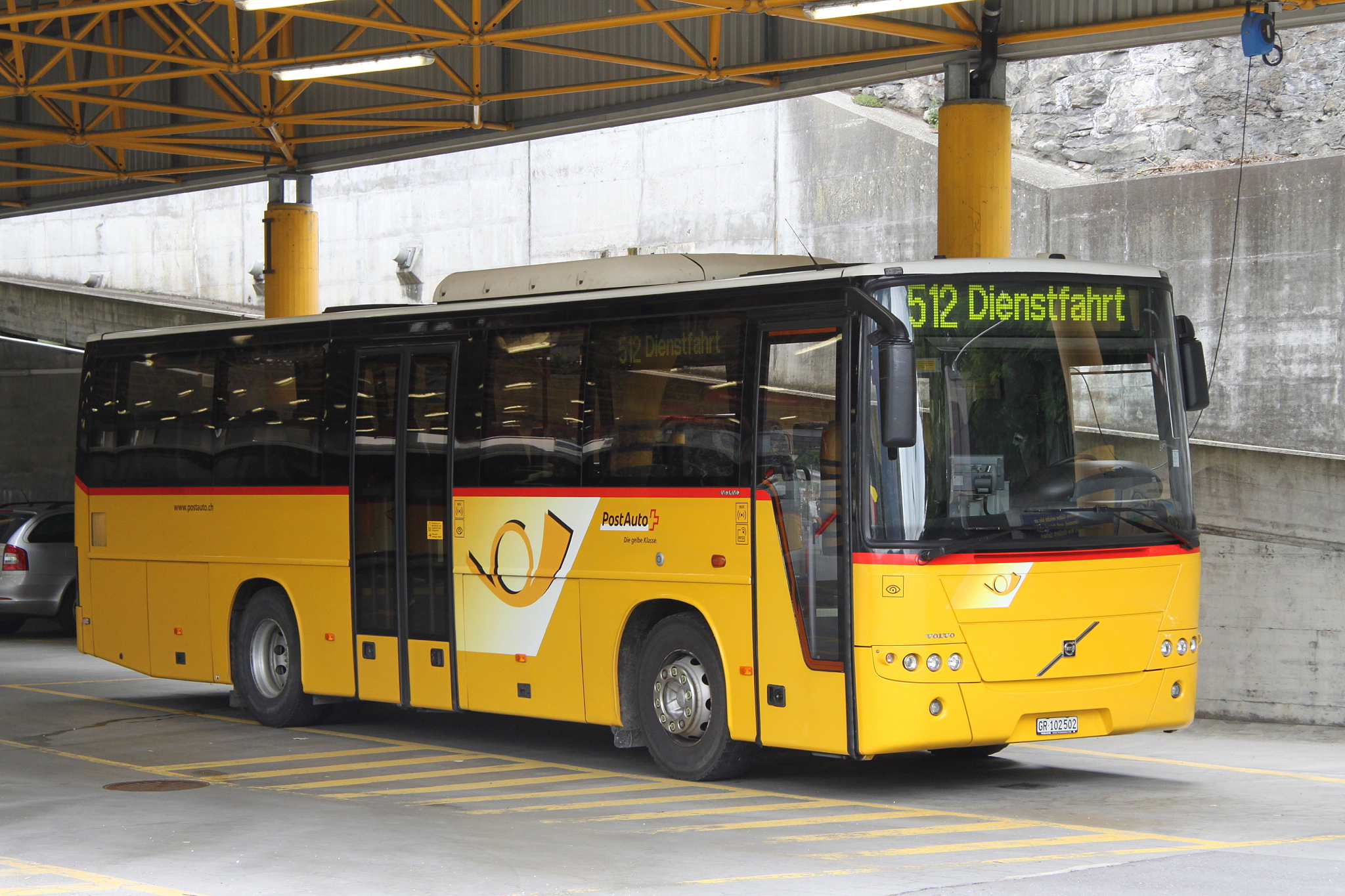
Volvo 8700.
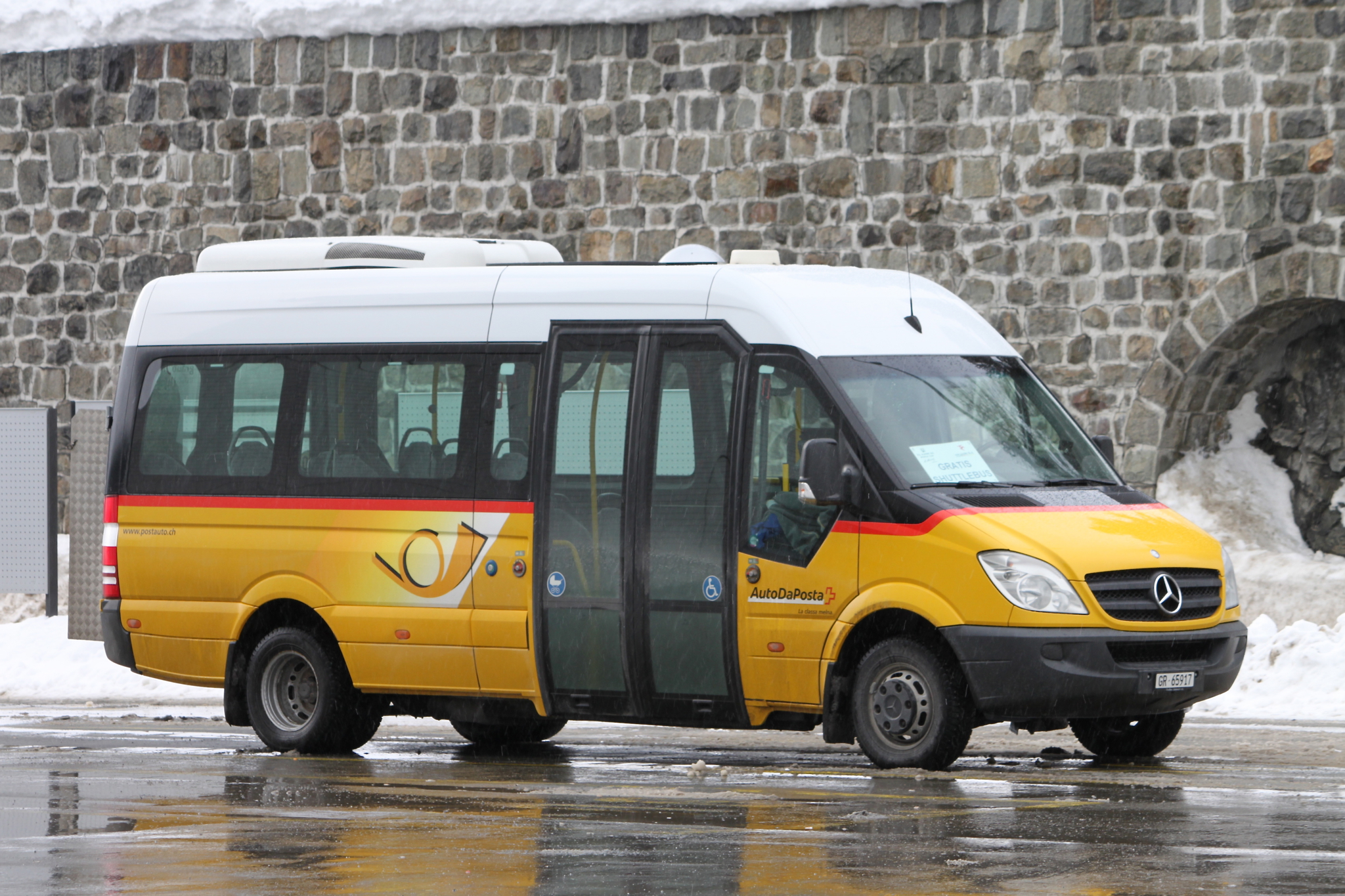
Mercedes-Benz Sprinter.
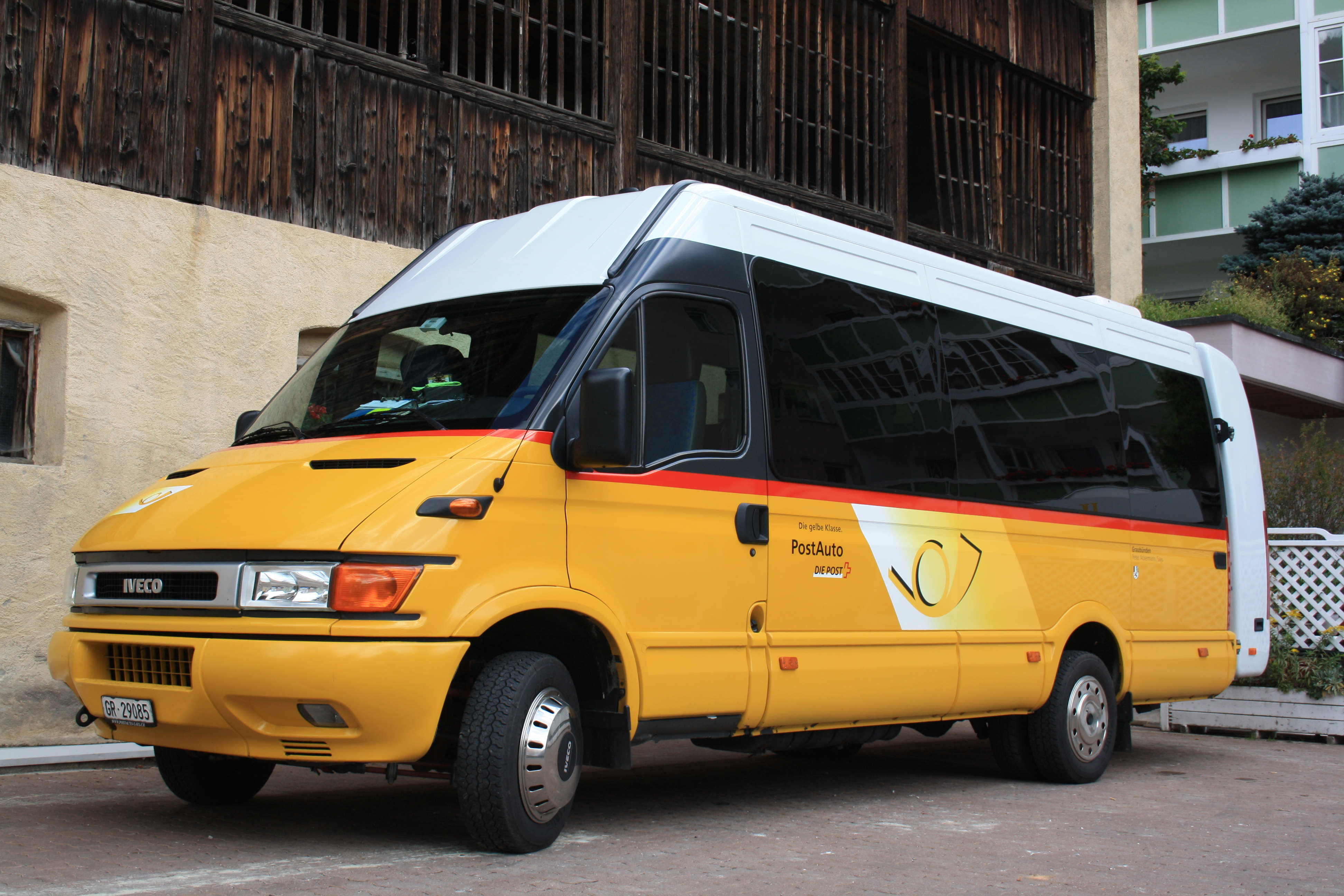
Iveco Daily.
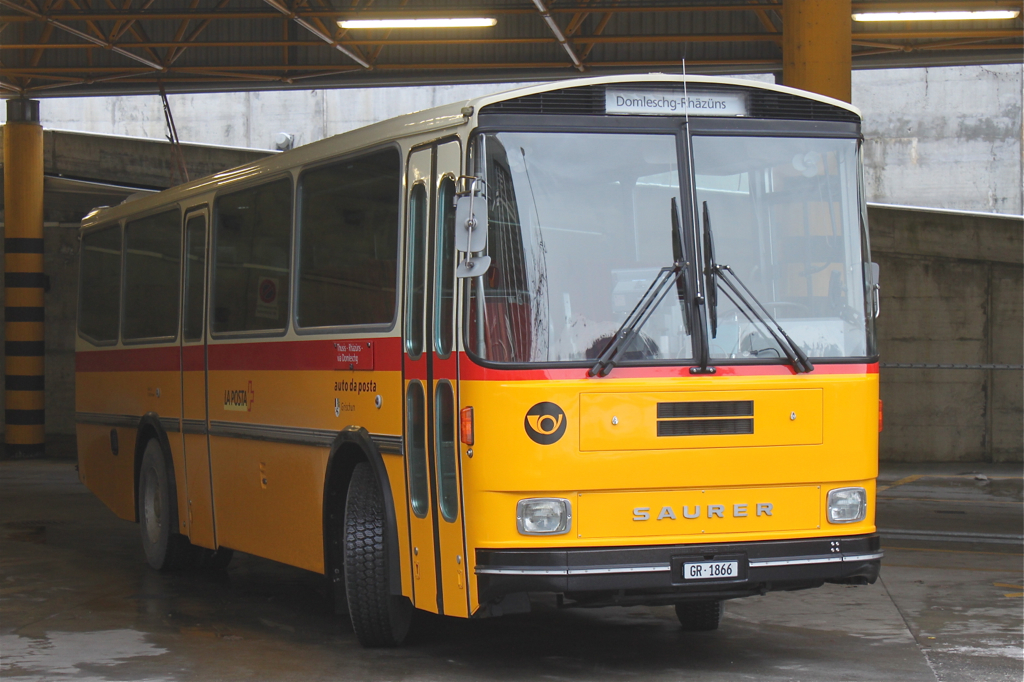
Saurer R+J RH525-23 (1981).
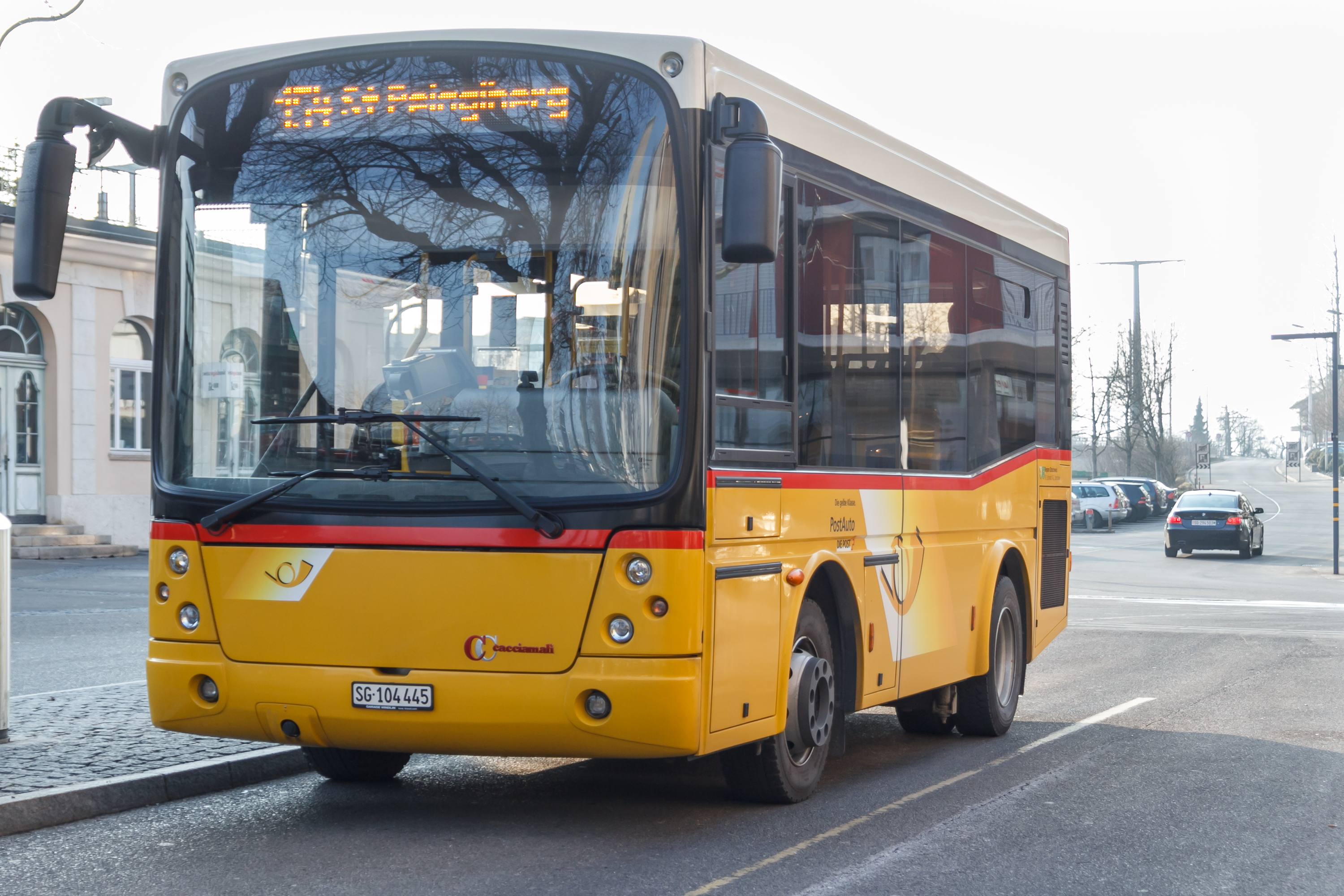
Cacciamali Grifone TCC690.
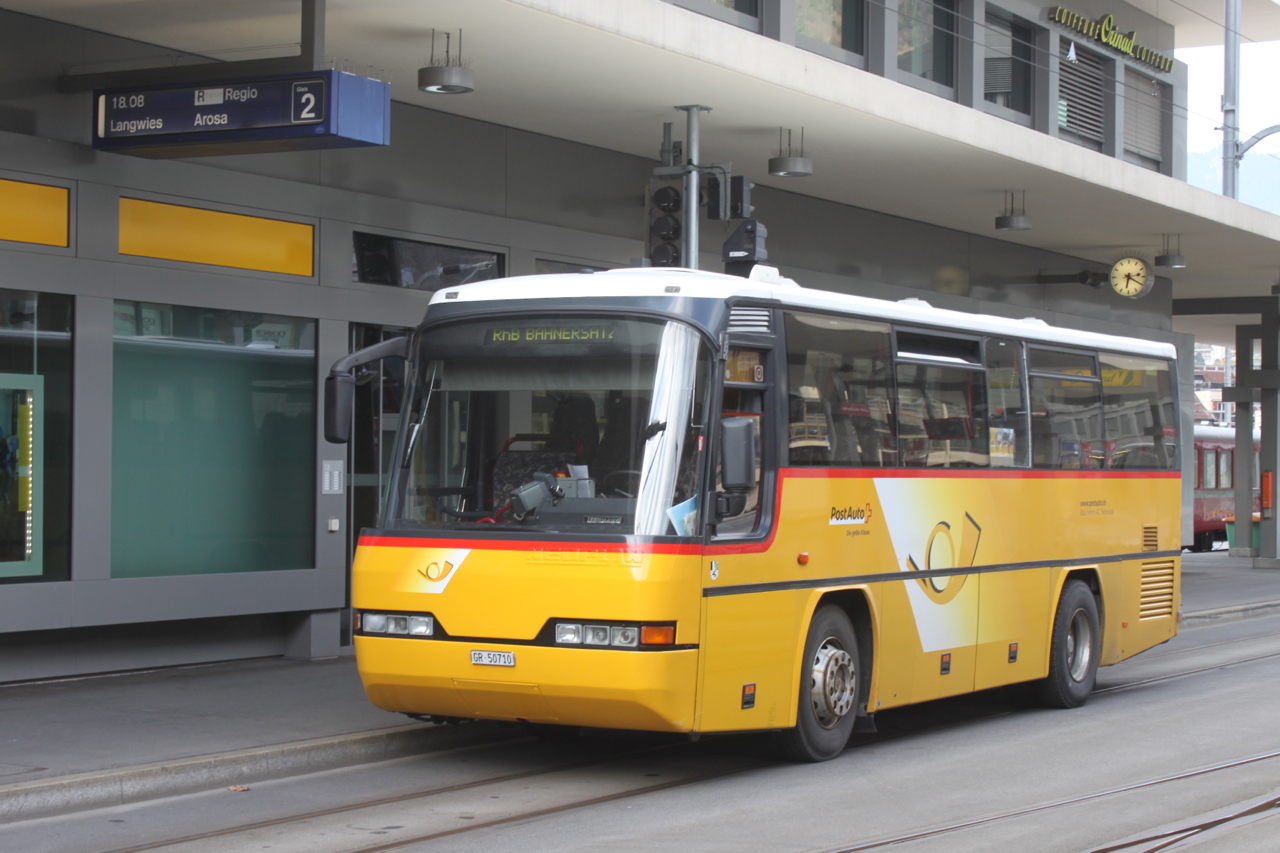
Neoplan Transliner.
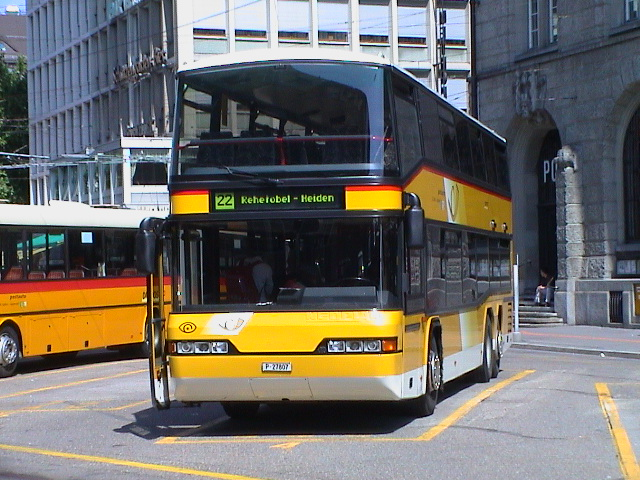
Un car postal à deux étage Neoplan Skyliner à Saint-Gall en 2000.
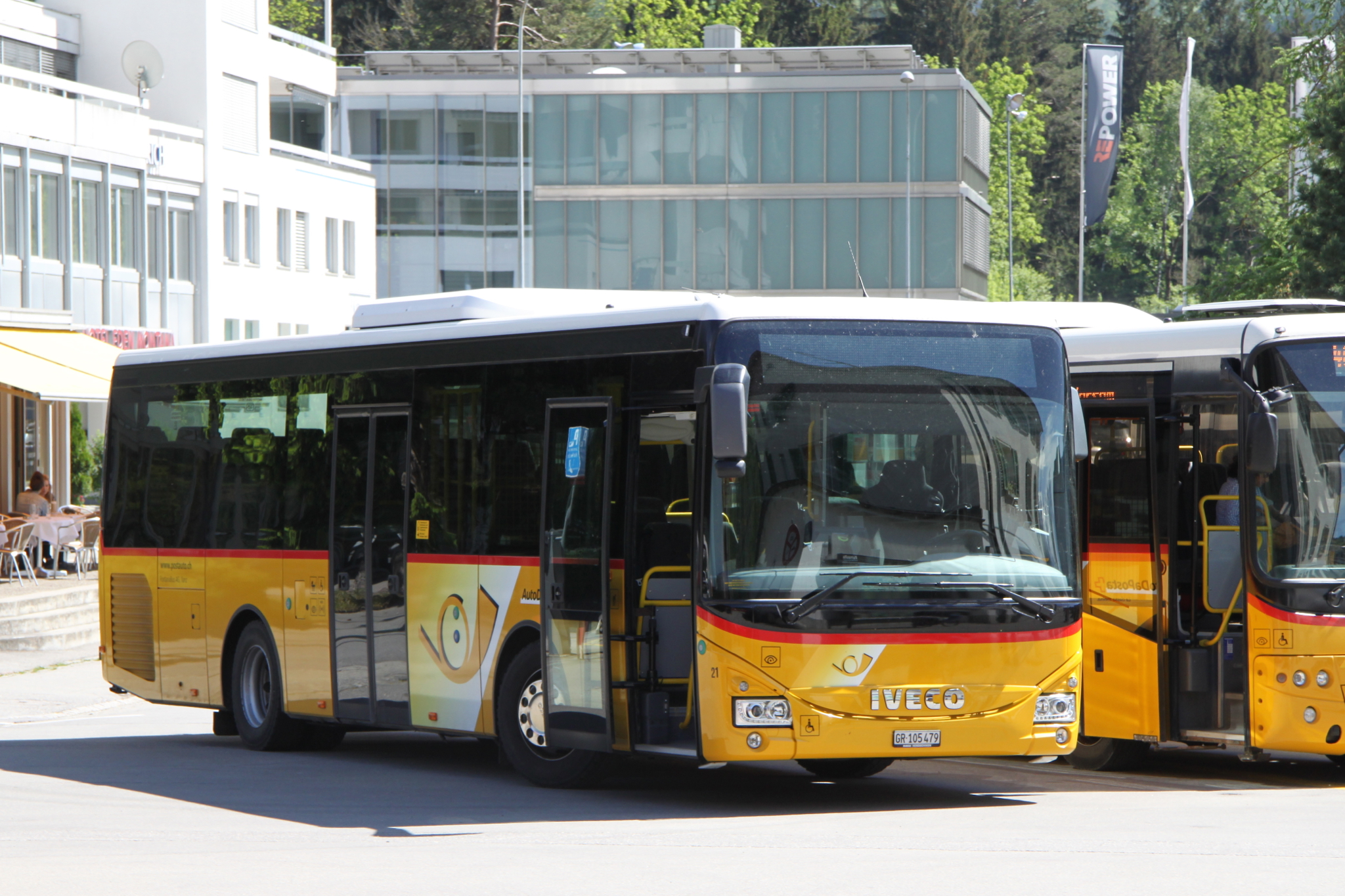
Iveco Crossway.
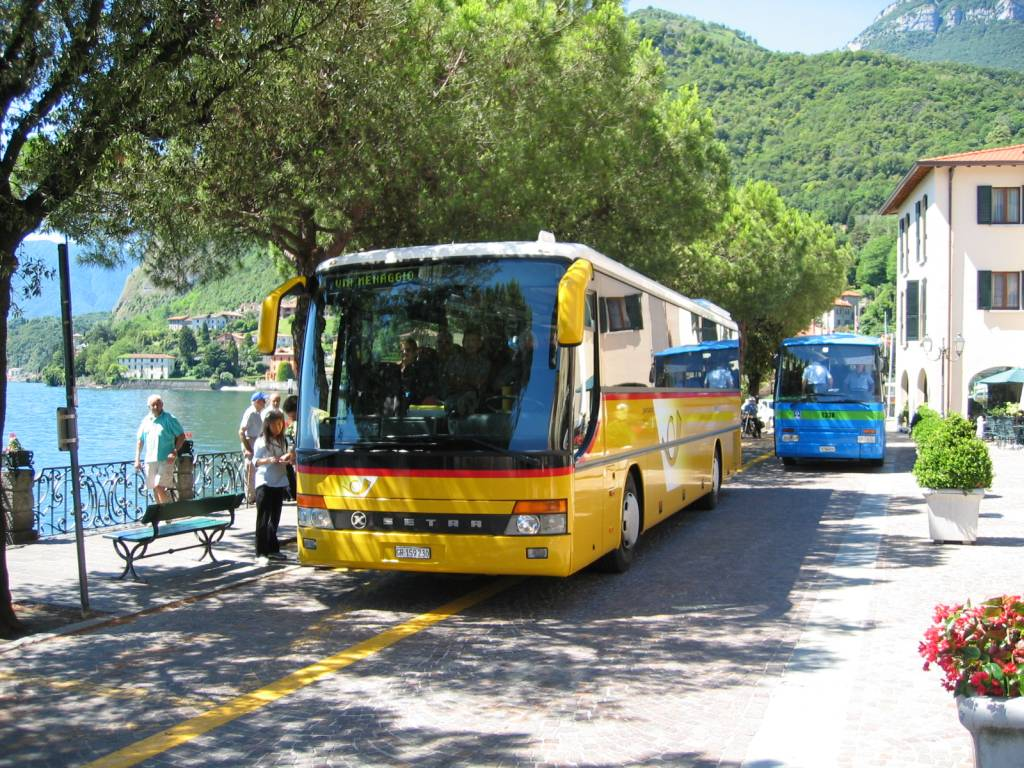
Setra.
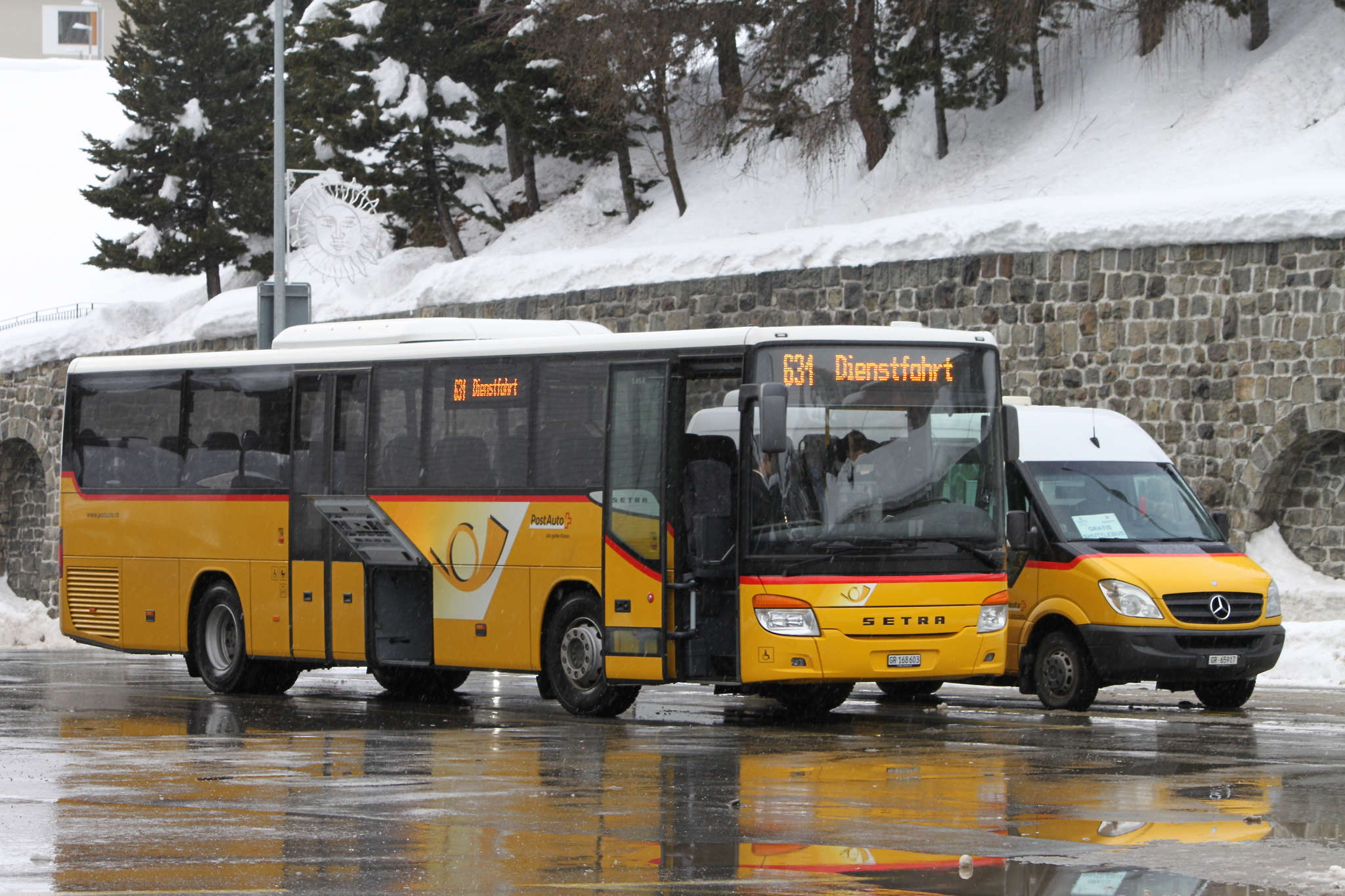
Setra S415H.
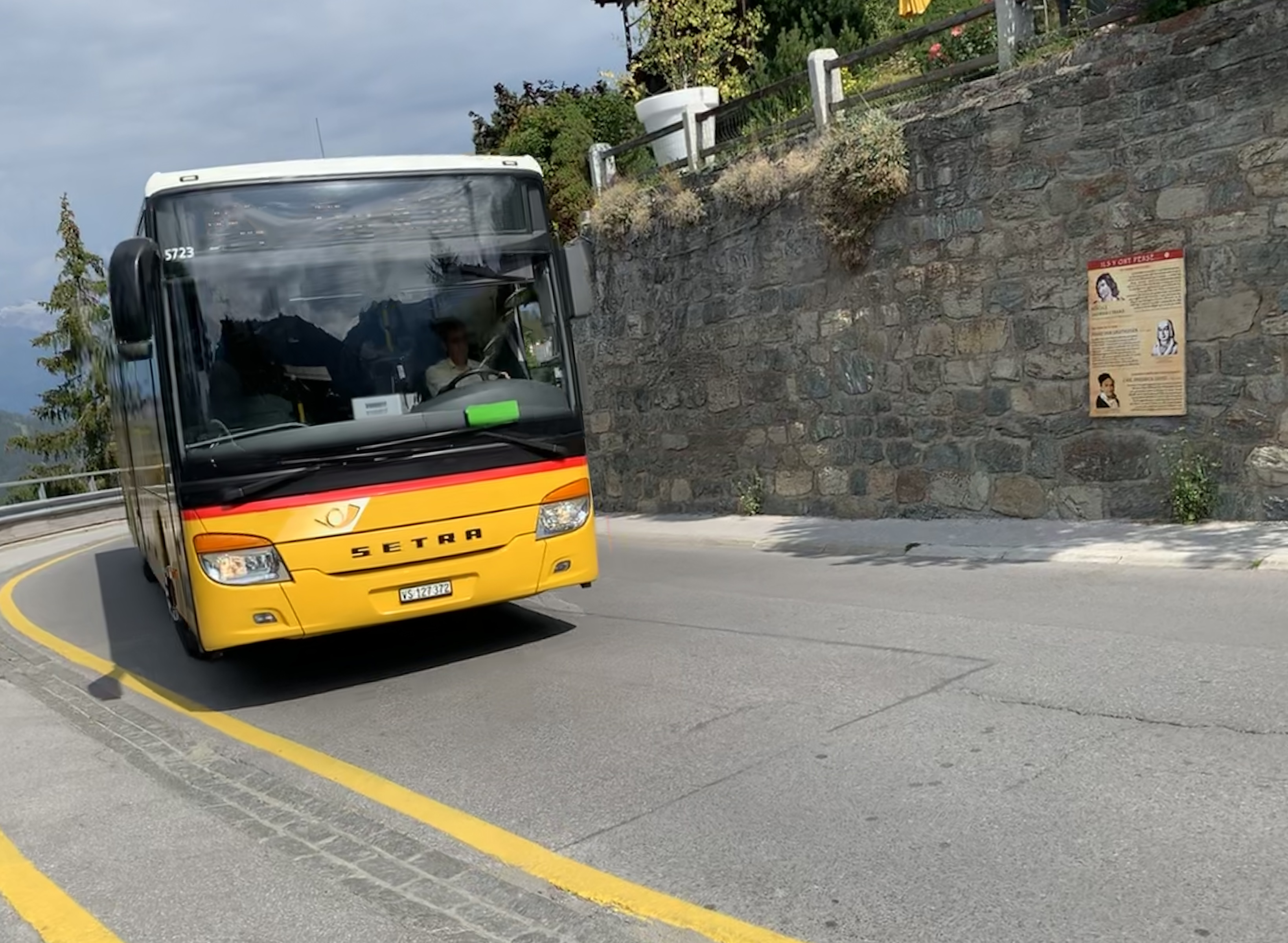
Car Setra à Saint-Luc, Anniviers.
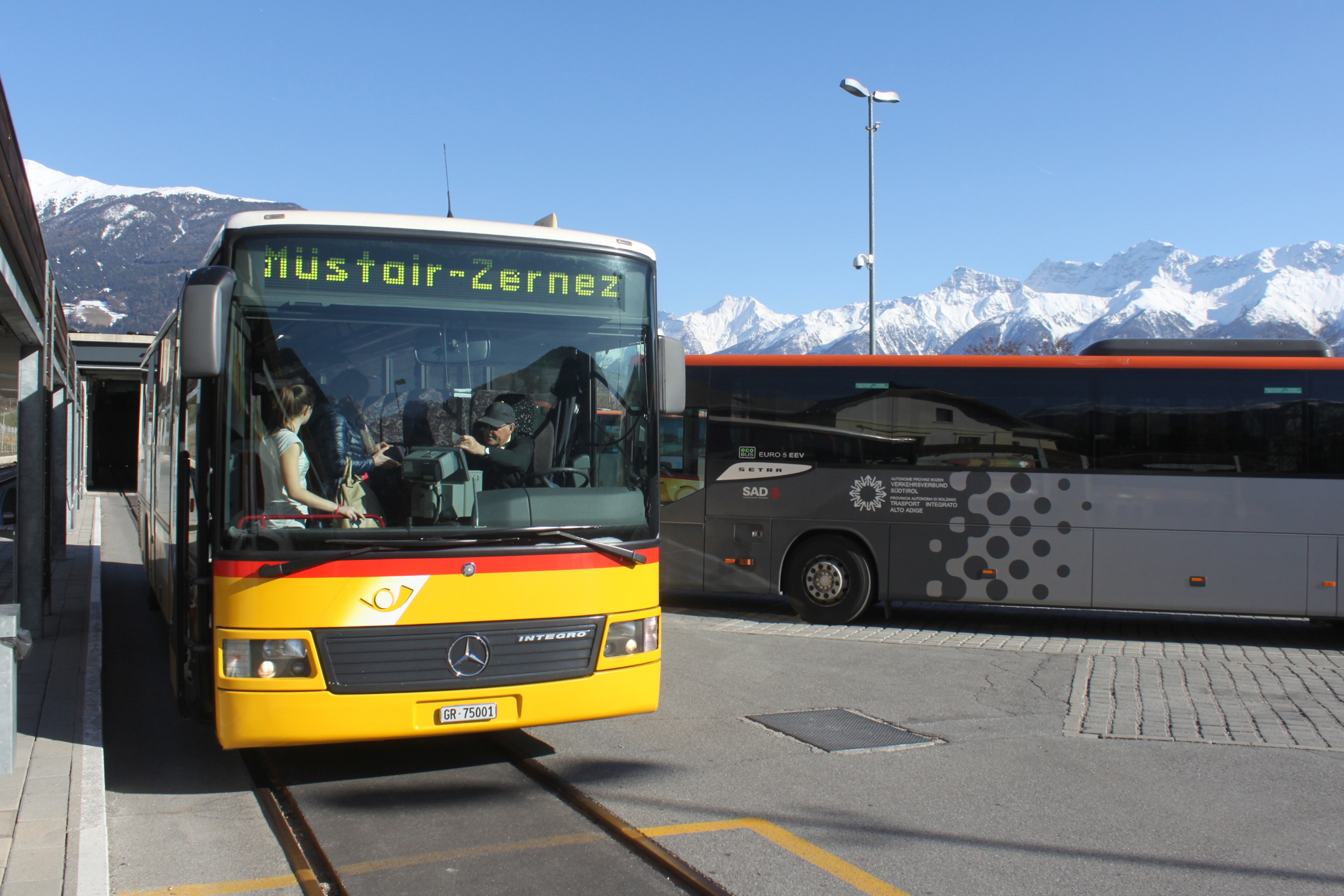
Mercedes-Benz Integro.
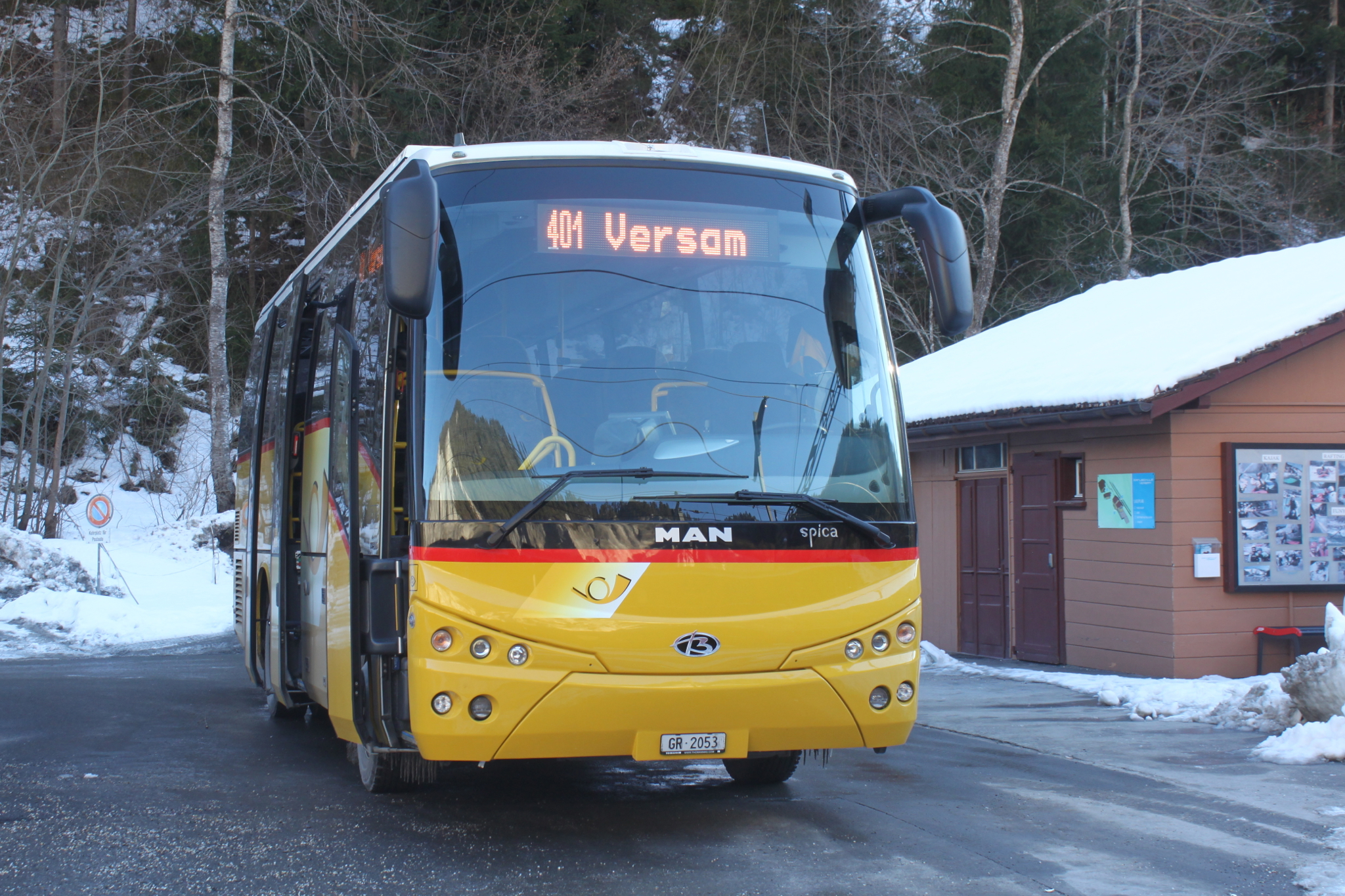
MAN SE Beulas 14 2090HOCL.
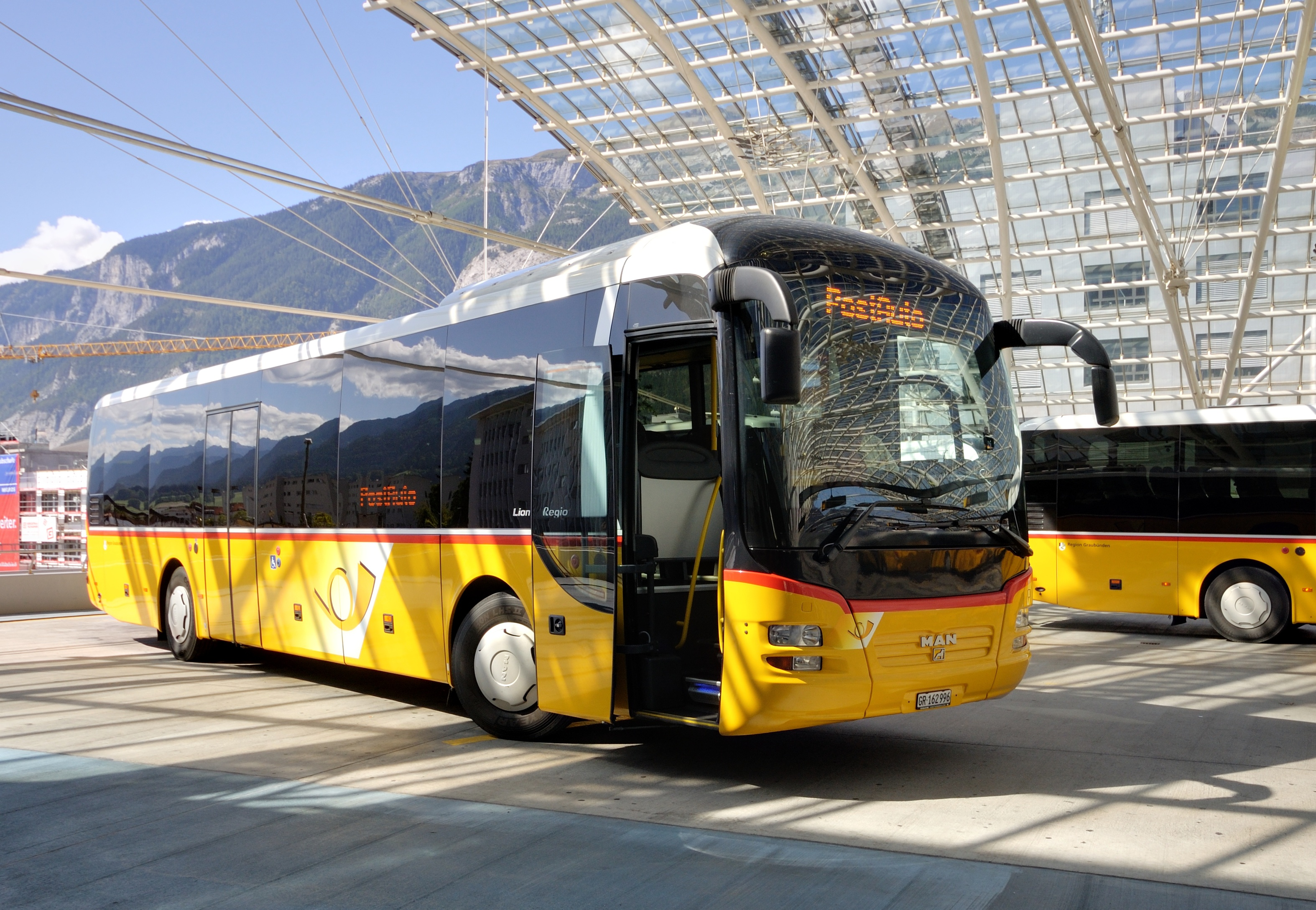
MAN Lion's Regio à Coire.
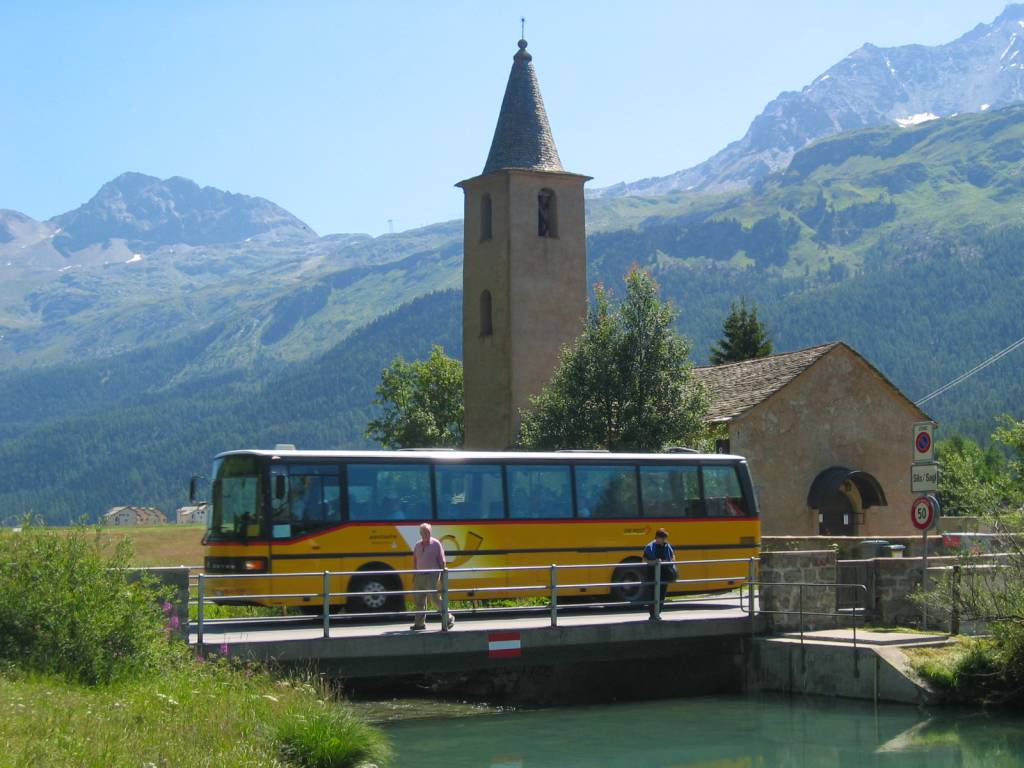
Un car postal Setra S 215 UL à Sils/Segl.
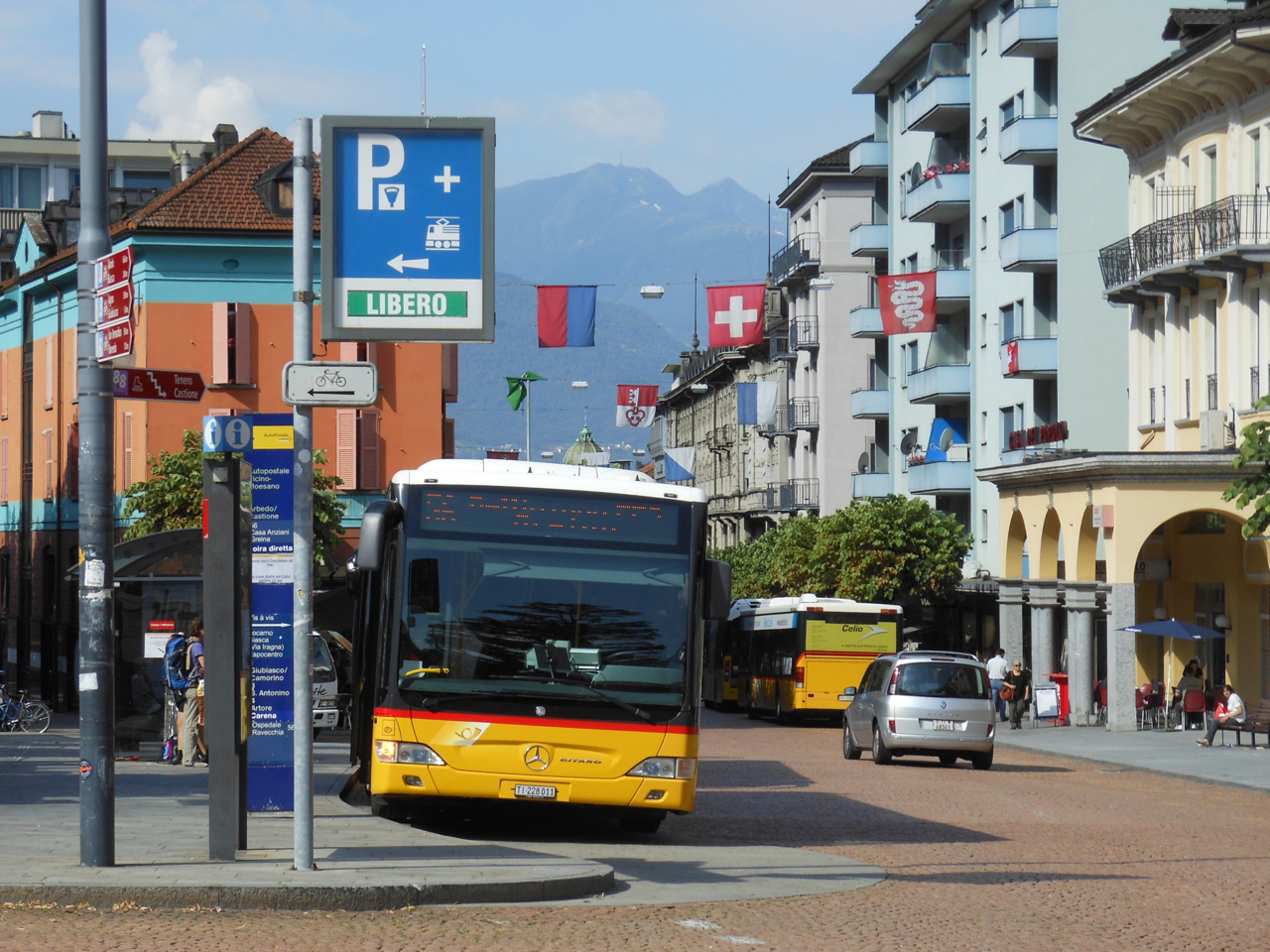
Mercedes-Benz Citaro.
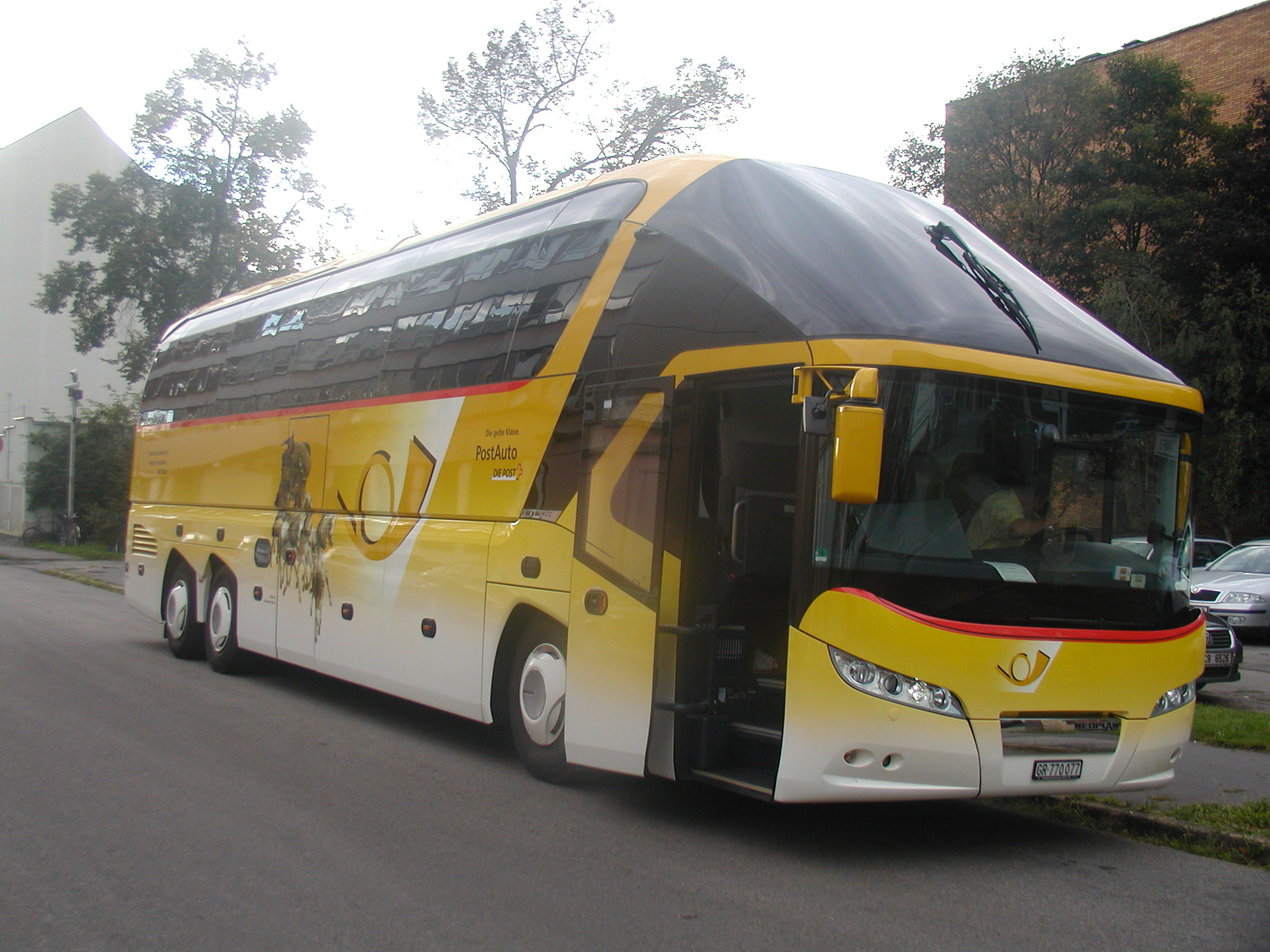
Neoplan Starliner.
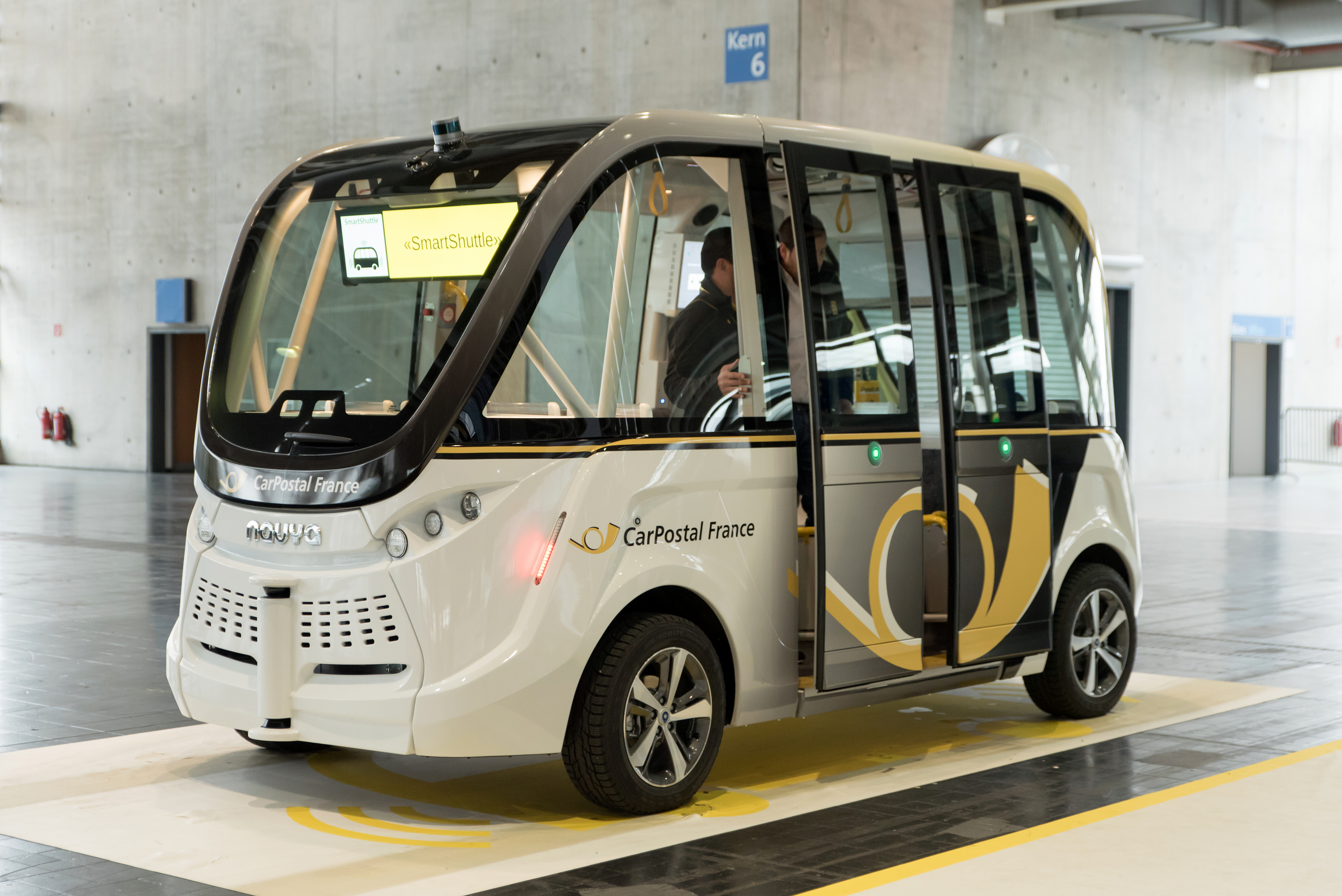
Navya aux couleurs de CarPostal France au salon CeBIT, testée à Sion pour CarPostal Suisse.

### Véhicules historiques
- Saurer AD
- FBW 50 ON-CH de 1951
- FBW C40U "Haifischmaul"
- Saurer 3-DUK Alpenwagen IV-U (1964)

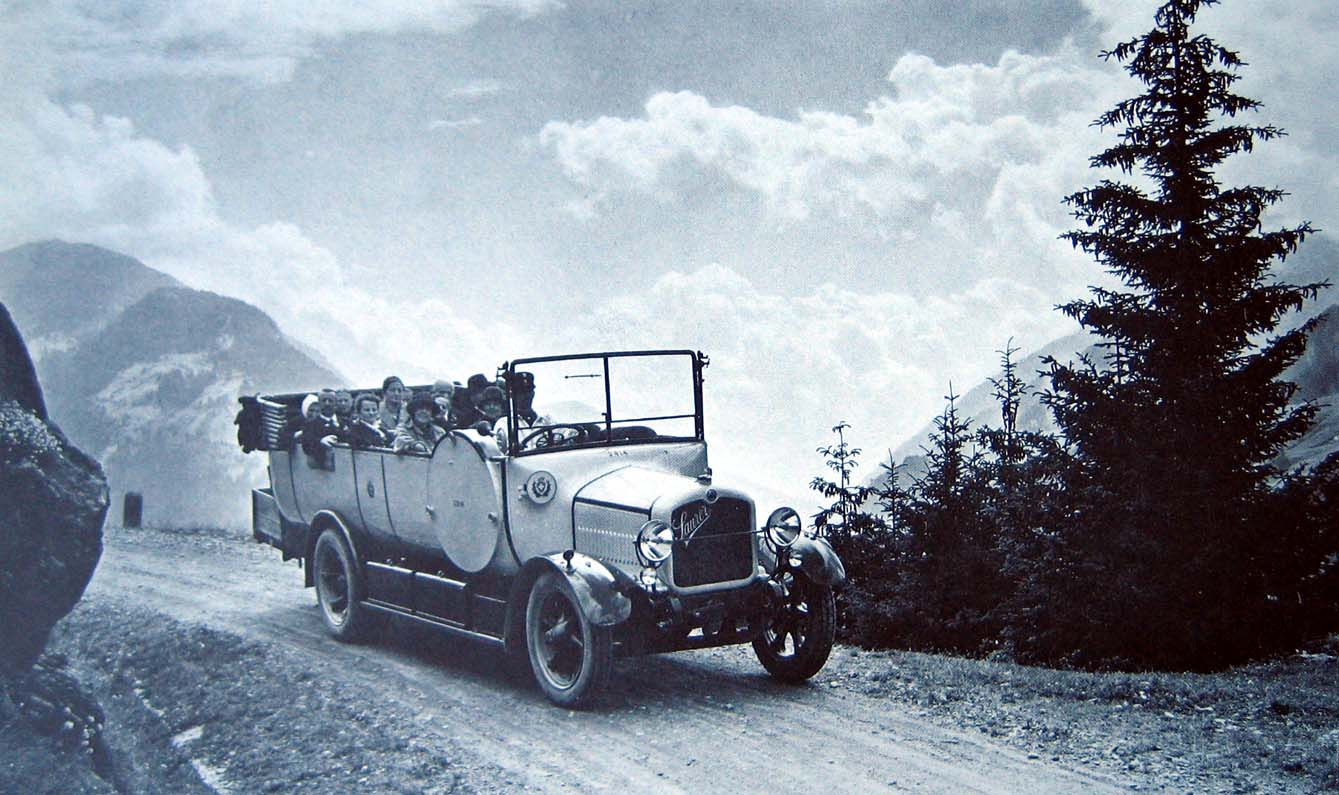
Un car postal Saurer AD sur la route du col du Saint-Gothard dans les années 1930.
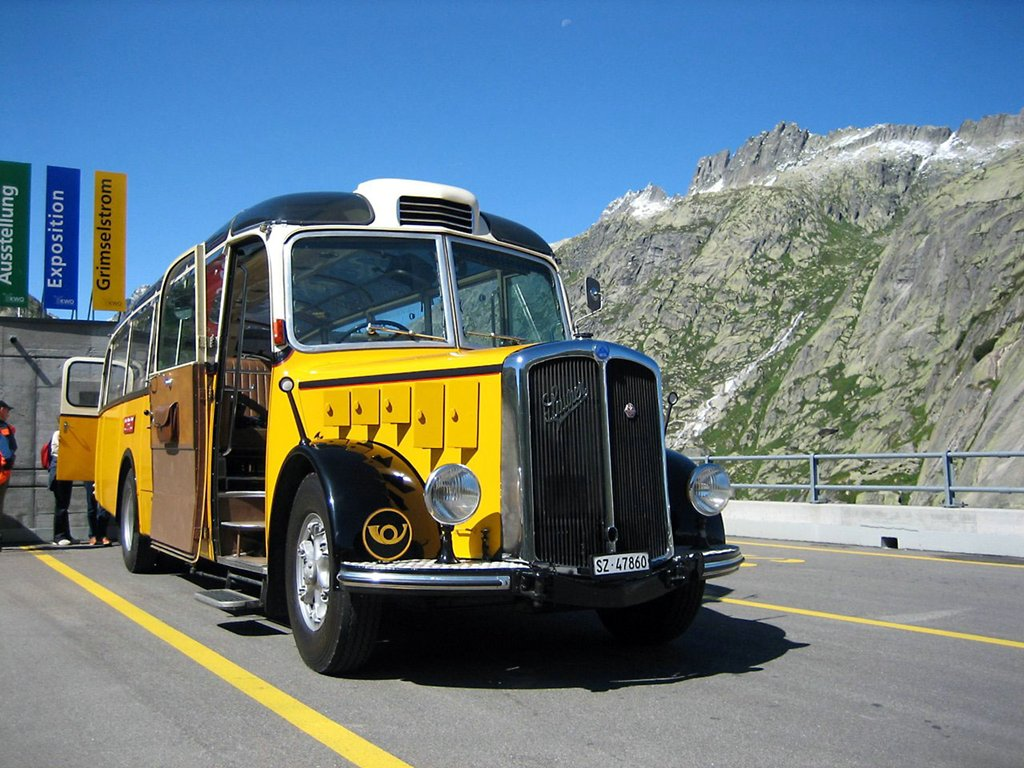
Un Saurer de 1950 au col du Grimsel.
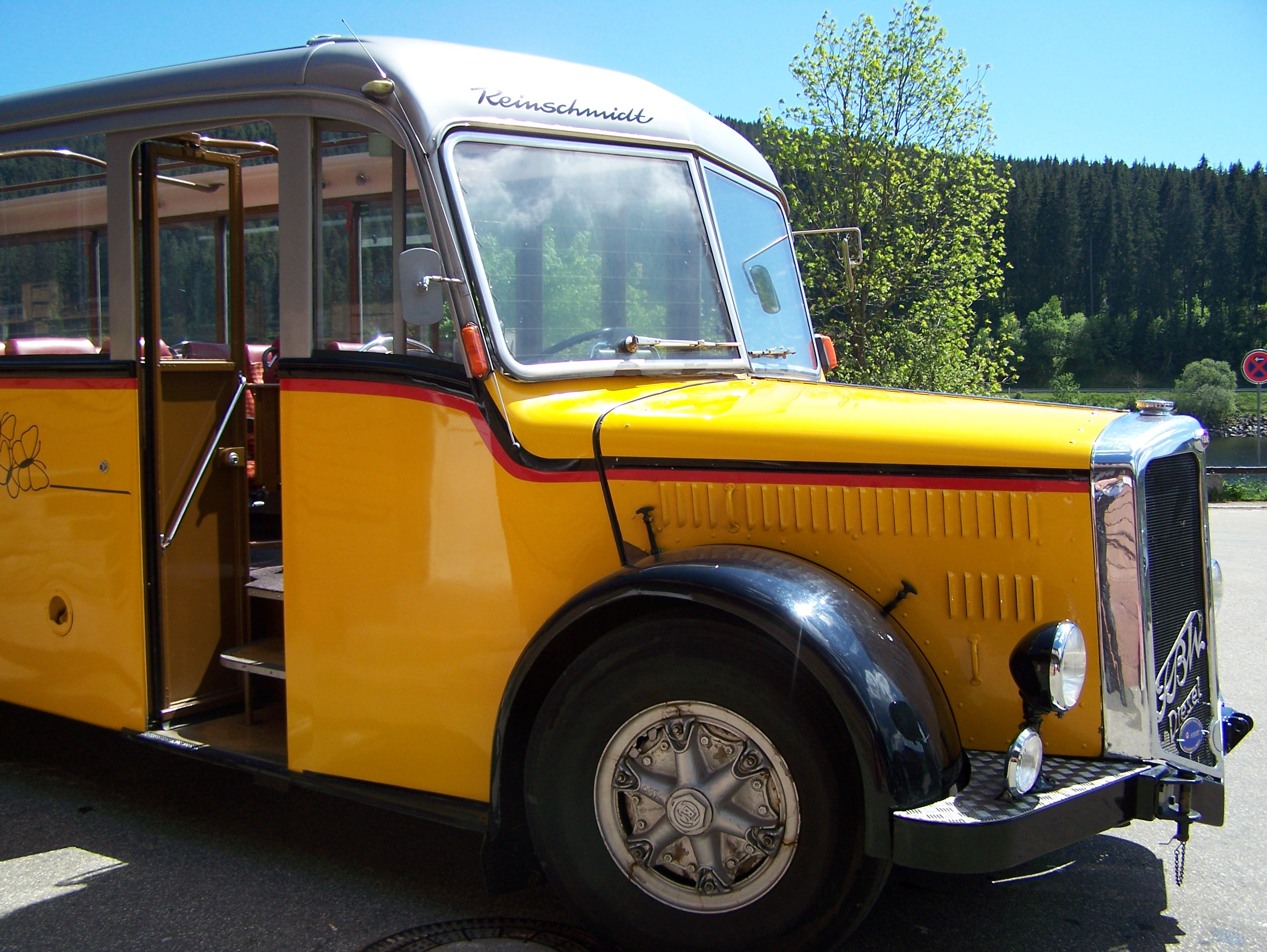
FBW 50 ON-CH de 1951.
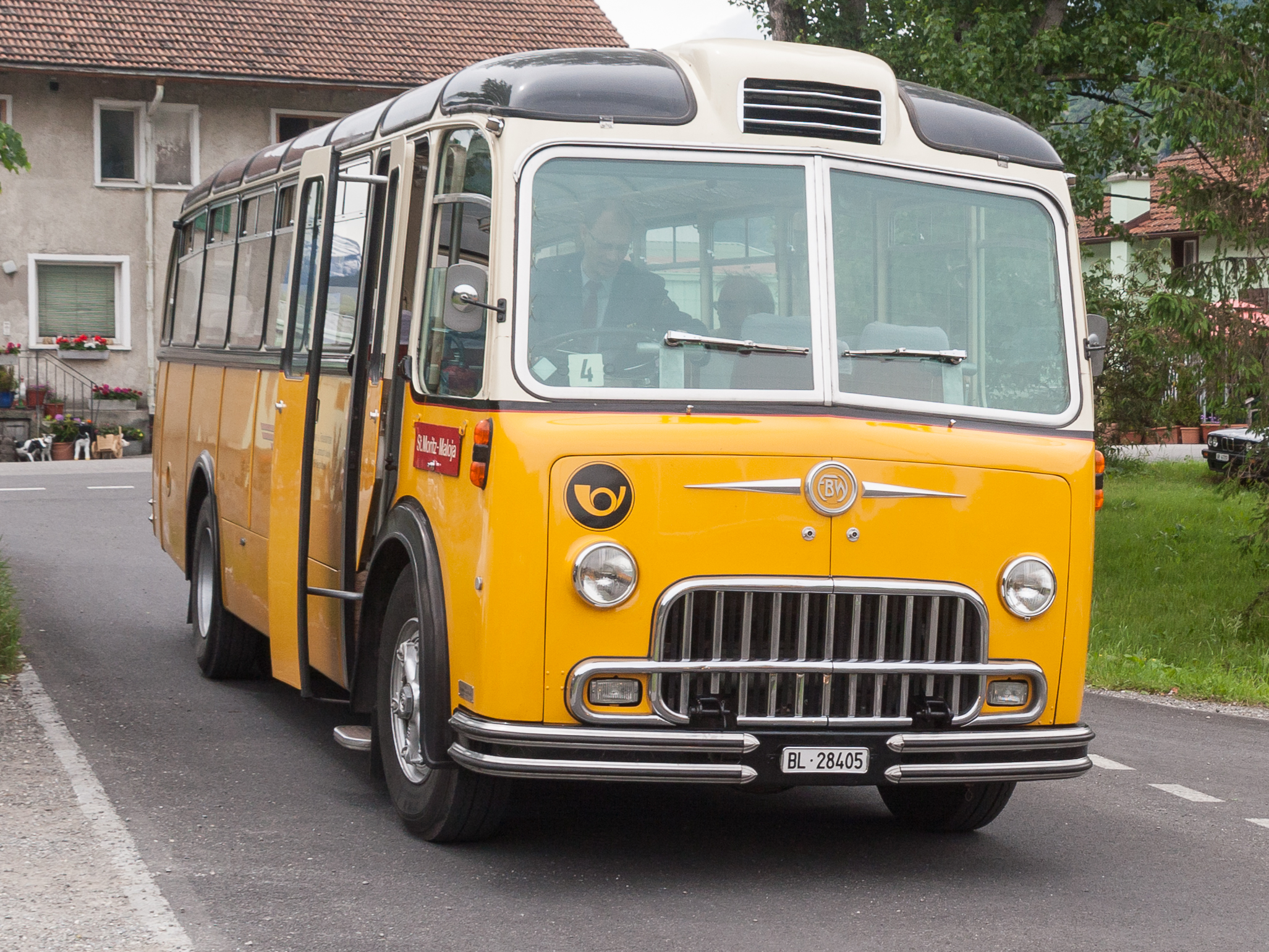
FBW C40U « Haifischmaul ».
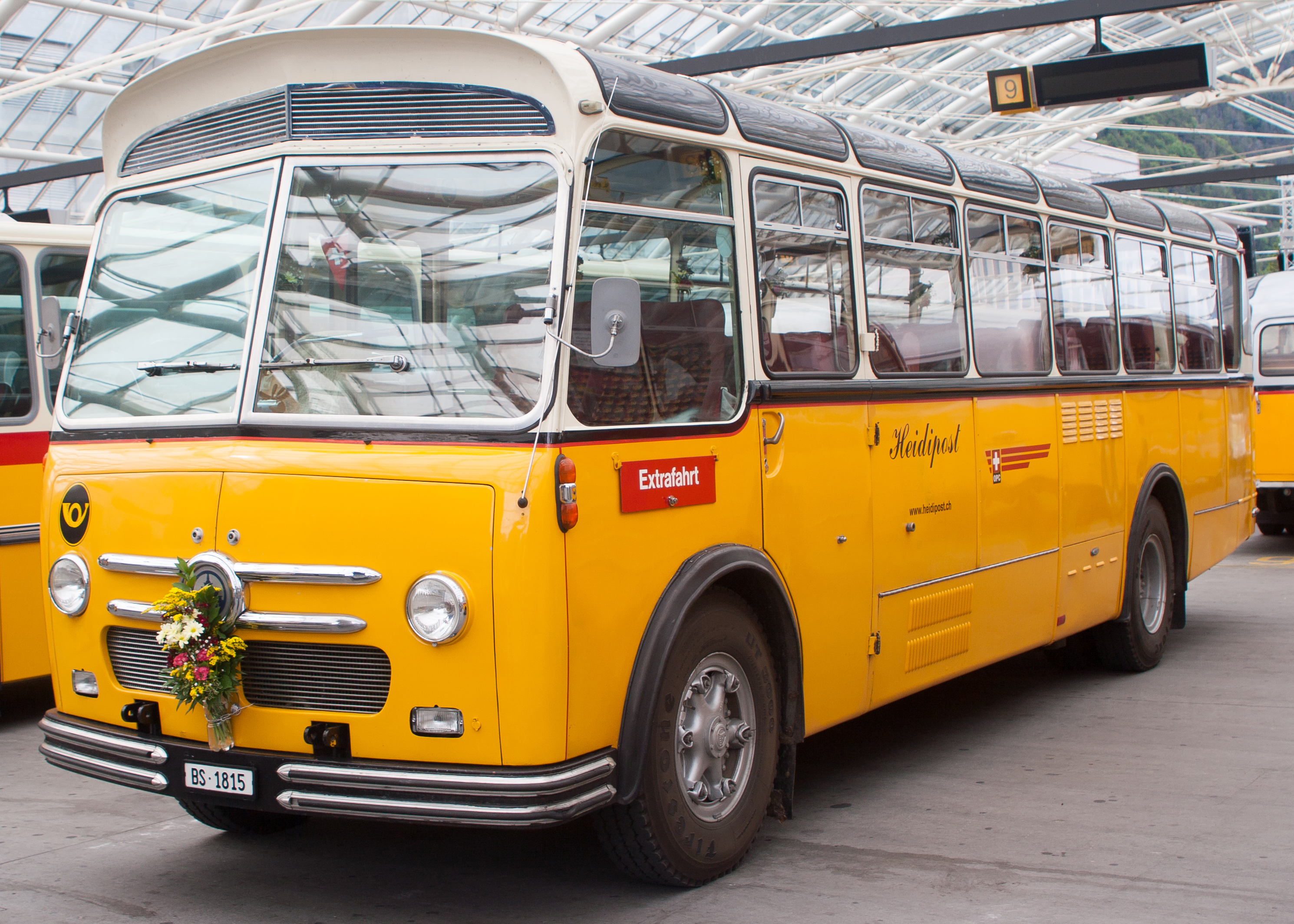
Saurer 3-DUK Alpenwagen IV-U (1964).
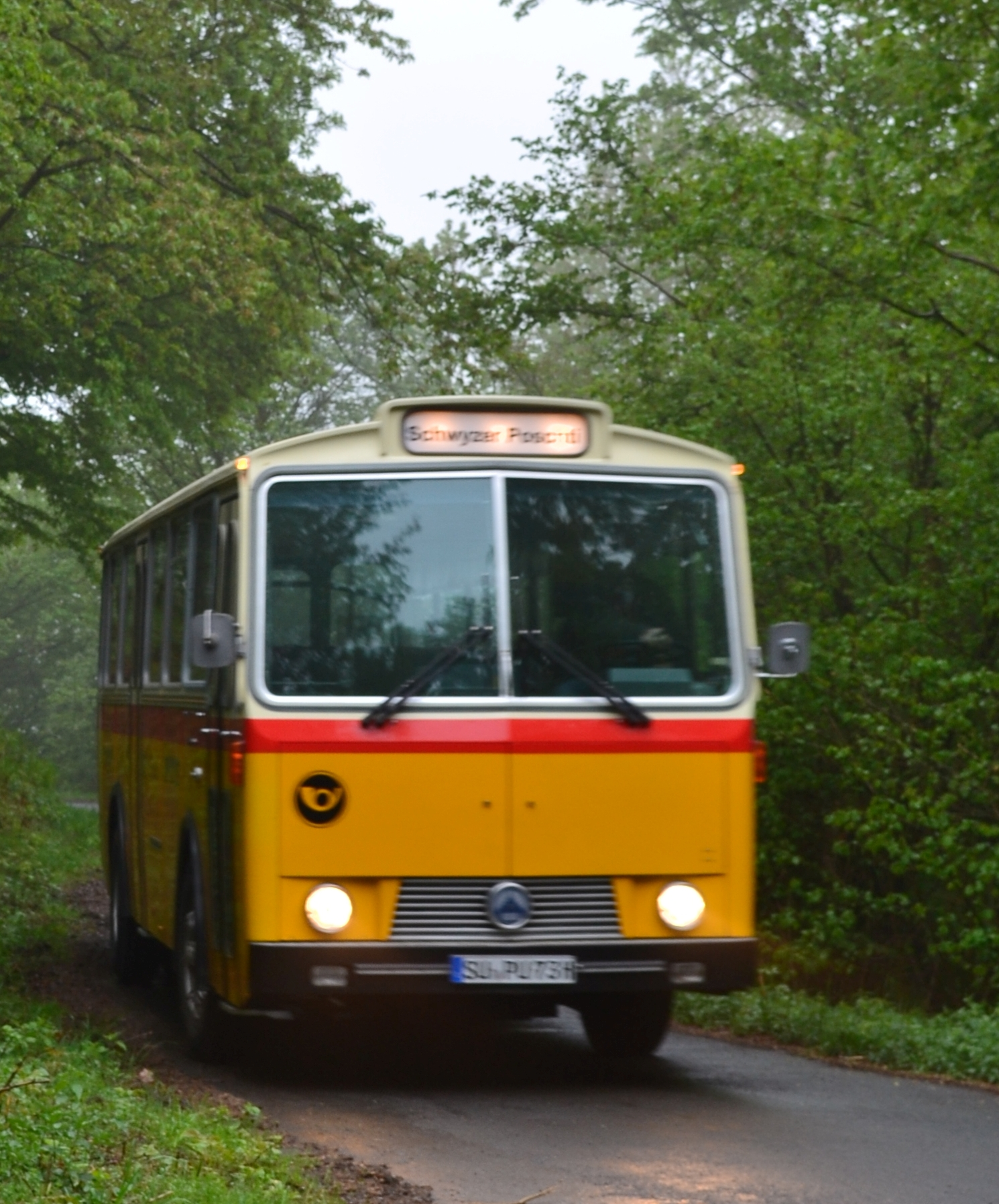
Saurer/Tüscher 3DUK-50 de 1973 (2011).
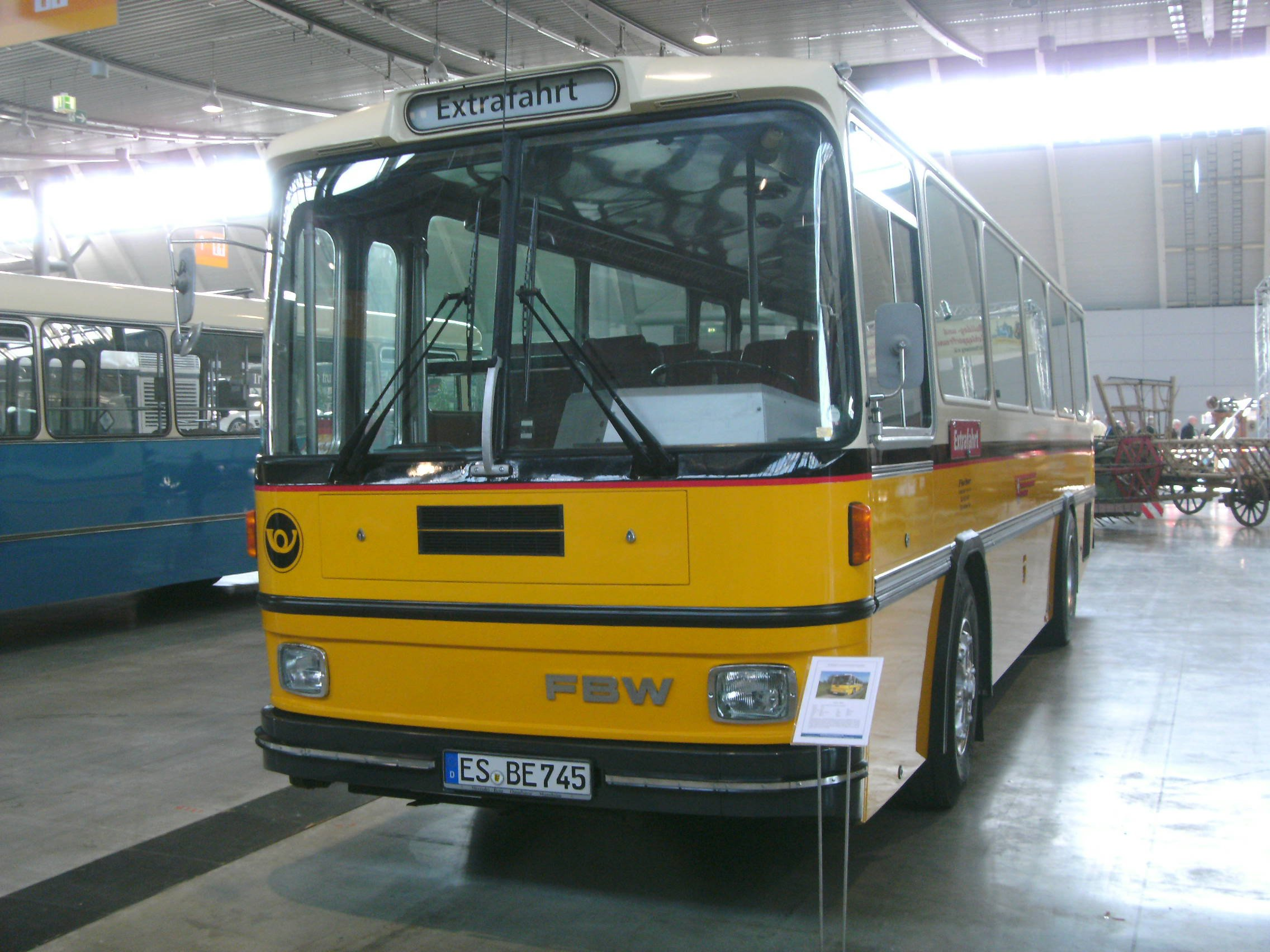
FBW 40VH, construit en 1978.

## CarPostal dans la culture
Les Cars postaux font partie de l'imaginaire collectif suisse.

### Le klaxon à trois tons
Un des éléments caractéristiques des cars postaux est leur célèbre avertisseur à trois tons, reprenant les premières notes de l'ouverture de l'opéra Guillaume Tell de Gioachino Rossini,. Ce klaxon vient en complément de l'avertisseur classique et il est branché sur la batterie, mais son usage est énergivore.
Le Tut Ta Tut, résonne depuis plus de 100 ans (1924) et il est fabriqué par une société de la vallée de l'Emmental, La société Moser-Baer AG à Sumiswald. Le son est émis par trois pavillons en laiton reliées par un compresseur en aluminium, le tout fixé sur la partie inférieure du car postal, il émet à 120 décibels. Pour actionner ce klaxon, une pédale se trouve au sol sur le côté gauche du siège. Ceci pour deux raisons. La première, c'est pour pouvoir tenir le volant des deux mains lors des virages, et garder le pied droit pour le freinage et l'accélérateur. La seconde, c'est qu'auparavant sur les anciens cars, toute l'installation d'alimentation pour les trompettes étaient pneumatiques, et qu'il y avait des conduites d'air qui arrivaient de chaque côté. Il aurait été donc très compliqué de mettre ce système dans la colonne de direction. En 2024, 700 cars sont encore équipés de ce cor sur les routes postales de montagnes signalisées, et il est utilisé quand la visibilité est insuffisante. Cette avertisseur à trois tons, est vendu 2000 francs pièce,.

## Route postale de montagne
Sur les routes postales de montagne, indiquées par le signal 4.05 Route postale de montagne, les conducteurs doivent se conformer aux indications du chauffeur du car postal. Le signal 4.06 Fin de la route postale de montagne indique la fin d'un tel tronçon.

## Anciennes activités à l'étranger

### Liechtenstein
La compagnie reprend les lignes concédées au Liechtenstein en 1949. À partir de 2012, CarPostal dispose d'une filiale dans le pays, PostAuto Liechtenstein, et exploite le réseau Liechtenstein Bus sous sa forme actuelle depuis 2000. En 2021, Carpostal quitte le pays, les lignes sont reprises par BOS PS Anstalt, filiale du suisse Bus Ostschweiz.

### France
CarPostal France, filiale créée en 2004, gérait des réseaux urbains et certaines lignes de réseaux interurbains en France dont les TGD de Dole, le premier obtenu par l'entreprise, ou Sète Agglopôle Mobilité à Sète, le plus important au regard de la population desservie.
En 2019, la maison-mère CarPostal Suisse décide de céder sa filiale et de mettre un terme aux DSP qu'elle avait remportées. CarPostal s’entend en septembre 2019 avec Keolis pour lui céder sa filiale française. La vente de celle-ci se solde par une perte de 19 millions de francs suisses.

## Critiques
En février 2018, l'entreprise est au cœur d'un scandale de détournements de subventions fédérales, CarPostal ayant masqué durant plusieurs années ses bénéfices comme des frais divers afin de conserver ses subventions de la Confédération et des cantons,. Ainsi, CarPostal a indûment touché près de 107 millions de francs suisses entre 2007 et 2016, voire jusqu'à 130 millions si l'entreprise doit rembourser les subventions qu'elle a touchées en 2017.
Dès 2011, la Conférence des directeurs cantonaux des transports publics puis plusieurs cantons (Vaud, Neuchâtel, Jura et Berne) en 2013 avaient demandé à l'Office fédéral des transports (OFT) d'enquêter sur les comptes de l'entreprise, critiquant le manque de transparence de ses comptes,.
Cette affaire pourrait avoir des conséquences en terme d'image pour l'entreprise, qui est un des symboles de la Suisse, dans les futures procédures adjudications de lignes, y compris en France via CarPostal France qui est aussi empêtrée dans une affaire de concurrence déloyale au même moment.
L'Office fédéral des transports a porté plainte mi-février 2018 contre X auprès du Ministère public de la Confédération et de celui du canton de Berne pour réalisation de bénéfices dans un domaine subventionné. Ces derniers se déclarent fin février 2018 incompétents à ce sujet, les infractions invoquées dans la plainte relevant du droit pénal administratif et par conséquent que c'est à l'OFT de poursuivre CarPostal.
Le 11 juin 2018, le conseil d'administration de La Poste annonce la suspension de toute la direction de CarPostal. Le conseil d'administration a retiré la confiance à la directrice générale de la Poste le mardi 5 juin 2018, qui démissionne le vendredi 8 juin 2018 avec effet immédiat, mais l'annonce ne sera faite que le dimanche lors des journaux télévisés du soir. CarPostal annonce également un possible retrait progressif du marché français, qui se confirme par l'annonce en mai 2019 de négociations avec le groupe français Keolis afin que ce dernier rachète la filiale française.